# Rambervillers
Rambervillers (prononcé [ʁɑ̃bɛʁvile]) est une commune du  département des Vosges, en région Grand Est.
Ses habitants sont appelés les Rambuvetais.

## Géographie

### Localisation

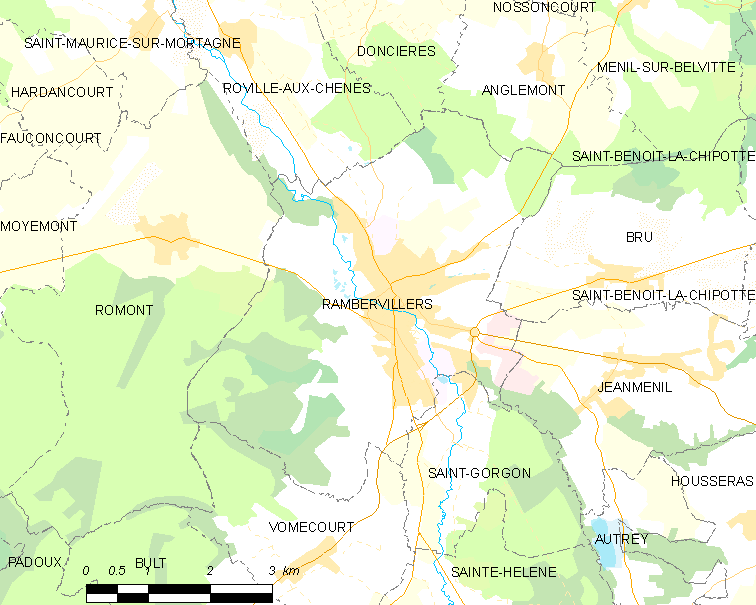
Situation géographique de Rambervillers.

Rambervillers est située au nord-est du département des Vosges ; à 320,2 km à l'est de Paris-Notre-Dame, point zéro des routes de France, à 22,9 km au nord-est de la préfecture du département, Épinal, à 51,3 km au sud-est de Nancy et à 87 km au sud-ouest de Strasbourg.

| Roville-aux-Chênes, Romont | Roville-aux-Chênes | Anglemont      |
| Romont                     | Rambervillers      | Brû, Jeanménil |
| Romont                     | Vomécourt          | Saint-Gorgon   |

### Relief et géologie
La commune se compose de 459,90 hectares de territoires artificialisés (22,23 %), 885,87 hectares de territoires agricoles (42,82 %) et 723,26 hectares de forêts et milieux semi-naturels (34,96 %).
Espaces naturels :
- Un espace protégé hors Natura 2000 :

Prairies et sources des evaux.
- Trois zones naturelles d'intérêt écologique, faunistique et floristique (Znieff) :

Forêt de Rambervillers.
Forêts de Rambervillers, de Charmes et de Fraize.
Prairies et sources des Évaux à Vomécourt.
Le territoire de la commune de Rambervillers se situe au nord-est de la plaine sous-vosgienne, un pays du département des Vosges, qui constitue la partie méridionale du Plateau lorrain.
Son centre est occupé par la plaine de la rivière la Mortagne, qui traverse le territoire communal selon une orientation sud-est - nord-ouest.
Des collines boisées bordent la plaine au nord-est et au sud-ouest où se situe la forêt de Rambervillers. Le territoire s'étend sur 20,64 km2, de manière égale de part et d'autre de la rivière.
L'altitude moyenne est de 287 m et elle varie entre 272  et   348 mètres. Le point culminant se situe au nord-est, au lieu-dit Bois Béni, et l'altitude minimale est au niveau de la Mortagne lorsqu'elle quitte le territoire de la commune au nord-ouest.

### Sismicité
Le territoire de la commune de Rambervillers se situe en zone sismique 3 de sismicité modérée.
Le 22 février 2003, un tremblement de terre dit séisme de Rambervillers atteint la magnitude 5,4,.

### Hydrographie et les eaux souterraines
Hydrogéologie et climatologie : Système d’information pour la gestion des eaux souterraines du bassin Rhin-Meuse :
Territoire communal : Occupation du sol (Corinne Land Cover); Cours d'eau (BD Carthage),
Géologie : Carte géologique; Coupes géologiques et techniques,
 Hydrogéologie : Masses d'eau souterraine; BD Lisa; Cartes piézométriques.

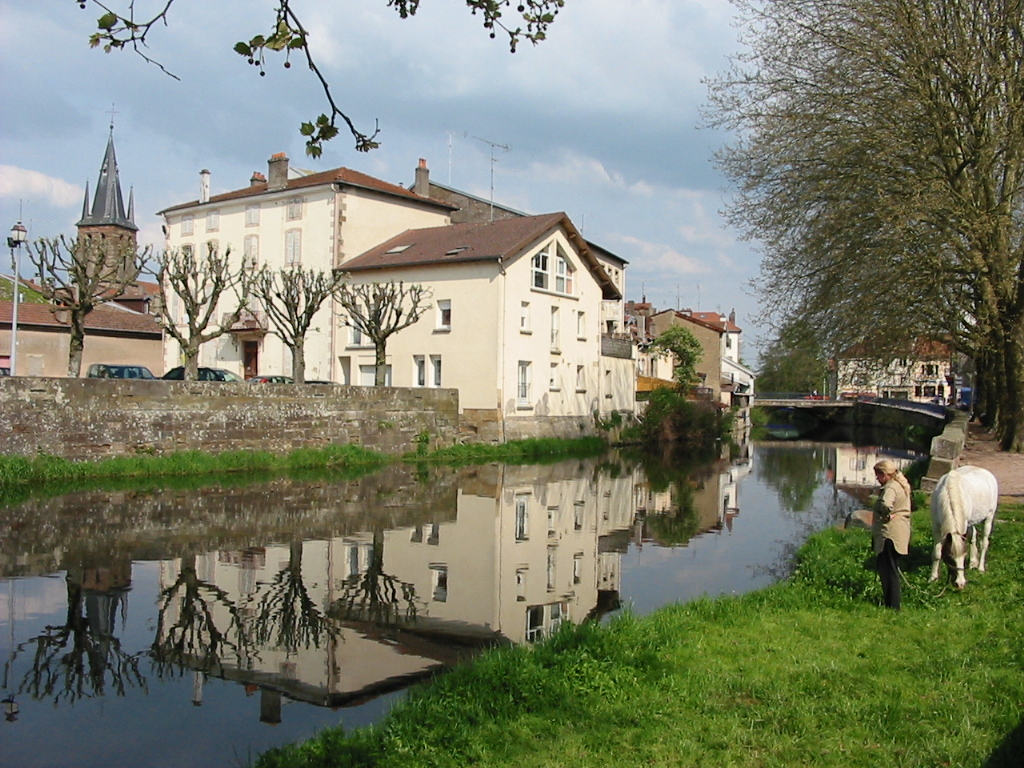
Les rives de la Mortagne.

La commune est située dans le bassin versant du Rhin au sein du bassin Rhin-Meuse. Elle est drainée par la Mortagne, le ruisseau de la Colline des Eaux, le ruisseau le Padozel, le ruisseau Monseigneur, le ruisseau des Montaux, le ruisseau des Roses et le ruisseau le Ponsrupt,.
La Mortagne, d'une longueur totale de 74,6 km, prend sa source dans la commune de Saint-Léonard et se jette en rive gauche dans la Meurthe à Mont-sur-Meurthe, après avoir traversé 26 communes.
Lors des périodes de fortes pluies, ce cours d'eau issu des massifs forestiers de Mortagne et du Haut Jacques est à l'origine d'inondations du fait de la canalisation beaucoup trop étroite de la rivière. Deux mètres d'eau ont ainsi envahi le centre-ville en 2006, à la suite de pluies importantes.
Le ruisseau de la Colline des Eaux, d'une longueur totale de 10,8 km, prend sa source dans la commune de Jeanménil et se jette dans la Mortagne sur la commune, après avoir traversé quatre communes.
Le Padozel, d'une longueur totale de 12,6 km, prend sa source dans la commune de Padoux et se jette dans la Mortagne sur la commune, après avoir traversé quatre communes.
Le ruisseau Monseigneur, d'une longueur totale de 13,4 km, prend sa source dans la commune de Saint-Benoît-la-Chipotte et se jette dans la Mortagne sur la commune, après avoir traversé trois communes.
La commune dispose d'une station d'épuration des eaux usées d'une capacité de 14 000 équivalent-habitants.

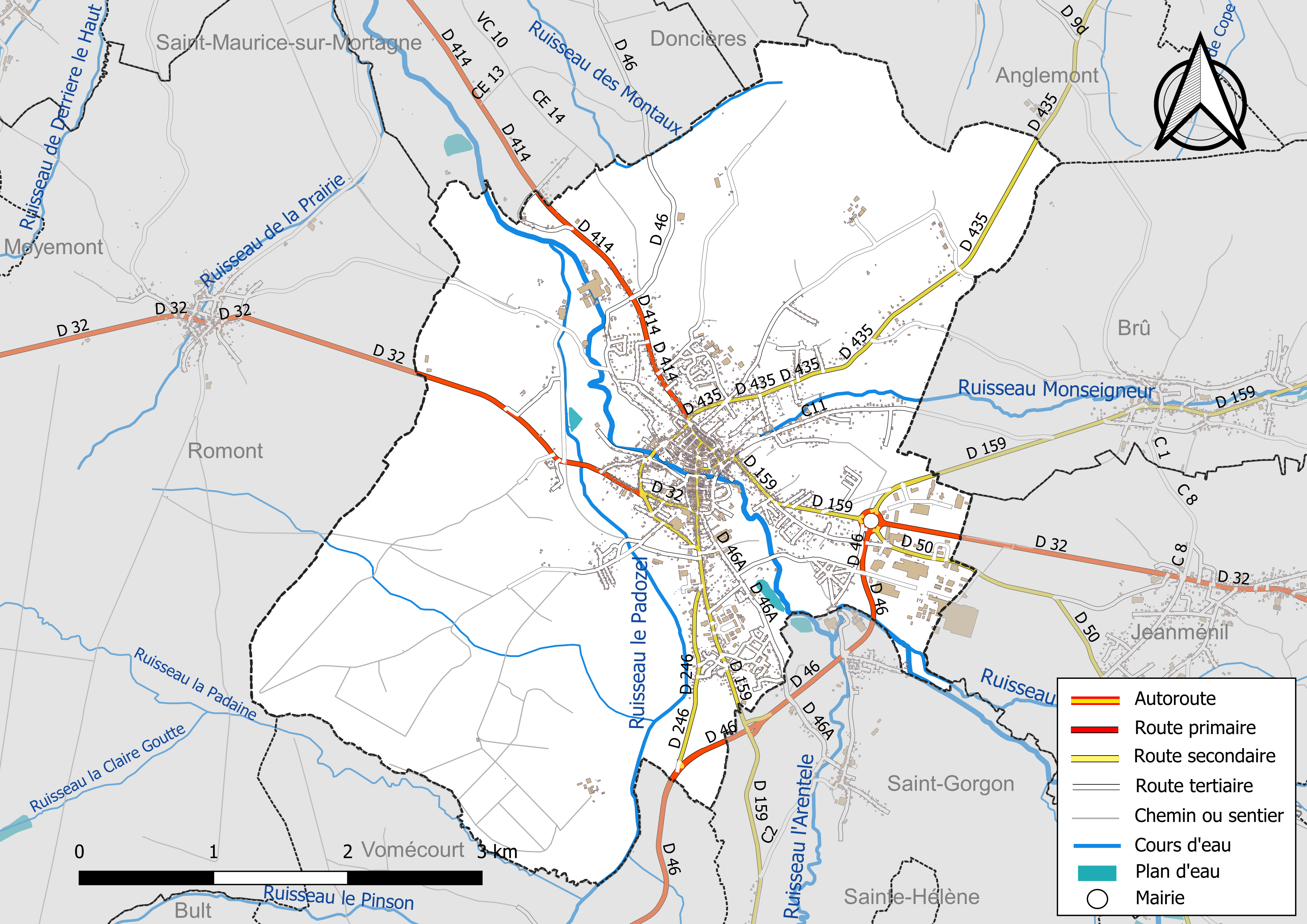
Réseaux hydrographique et routier de Rambervillers.

La qualité des eaux de baignade et des cours d’eau peut être consultée sur un site dédié géré par les agences de l’eau et l’Agence française pour la biodiversité.

### Climat
Pour des articles plus généraux, voir Climat du Grand Est et Climat des Vosges.
En 2010, le climat de la commune est de type climat des marges montargnardes, selon une étude du Centre national de la recherche scientifique s'appuyant sur une série de données couvrant la période 1971-2000. En 2020, Météo-France publie une typologie des climats de la France métropolitaine dans laquelle la commune est exposée à un climat semi-continental et est dans la région climatique Vosges, caractérisée par une pluviométrie très élevée (1 500 à 2 000 mm/an) en toutes saisons et un hiver rude (moins de 1 °C).
Pour la période 1971-2000, la température annuelle moyenne est de 9,6 °C, avec une amplitude thermique annuelle de 16,9 °C. Le cumul annuel moyen de précipitations est de 937 mm, avec 12,5 jours de précipitations en janvier et 10 jours en juillet. Pour la période 1991-2020, la température moyenne annuelle observée sur la station météorologique de Météo-France la plus proche, « Roville », sur la commune de Roville-aux-Chênes à 5 km à vol d'oiseau, est de 10,3 °C et le cumul annuel moyen de précipitations est de 833,3 mm. 
La température maximale relevée sur cette station est de 40 °C, atteinte le 25 juillet 2019 ; la température minimale est de −24,5 °C, atteinte le 2 janvier 1971,,.
| Mois                                  | jan.             | fév.             | mars           | avril           | mai             | juin           | jui.         | août          | sep.          | oct.            | nov.             | déc.           | année      |
| ------------------------------------- | ---------------- | ---------------- | -------------- | --------------- | --------------- | -------------- | ------------ | ------------- | ------------- | --------------- | ---------------- | -------------- | ---------- |
| Température minimale moyenne (°C)     | −0,9             | −0,8             | 1,3            | 3,4             | 7,6             | 11             | 12,7         | 12,5          | 9,1           | 6,3             | 2,6              | 0,3            | 5,4        |
| Température moyenne (°C)              | 2,1              | 3                | 6,3            | 9,5             | 13,5            | 17             | 19,1         | 18,8          | 14,8          | 10,8            | 5,9              | 3              | 10,3       |
| Température maximale moyenne (°C)     | 5                | 6,7              | 11,2           | 15,5            | 19,4            | 23,1           | 25,4         | 25,1          | 20,5          | 15,4            | 9,3              | 5,8            | 15,2       |
| Record de froid (°C) date du record   | −24,5 02.01.1971 | −23,8 25.02.1986 | −20,3 01.03.05 | −7,7 13.04.1986 | −3,8 01.05.1976 | 0,6 05.06.1991 | 3,4 31.07.15 | 2 28.08.1974  | −3 17.09.1971 | −8,5 20.10.1972 | −14,4 23.11.1998 | −23 03.12.1973 | −24,5 1971 |
| Record de chaleur (°C) date du record | 18 05.01.1999    | 20,9 27.02.19    | 25 30.03.1989  | 28 28.04.12     | 31,7 27.05.05   | 36,3 18.06.22  | 40 25.07.19  | 38,3 07.08.15 | 33,5 15.09.20 | 28,3 02.10.23   | 23,6 08.11.15    | 19 16.12.1989  | 40 2019    |
| Ensoleillement (h)                    |                  | 876              | 1 607          | 2 017           | 2 145           | 2 386          | 2 518        | 2 254         | 191           | 1 152           | 64               | 541            |            |
| Précipitations (mm)                   | 65,9             | 59,3             | 58,8           | 55,9            | 75,5            | 73,6           | 74,1         | 68,1          | 72            | 77,4            | 74,1             | 78,6           | 833,3      |

| Diagramme climatique                                  |             |             |             |             |            |              |              |           |             |            |            |
| J                                                     | F           | M           | A           | M           | J          | J            | A            | S         | O           | N          | D          |
| 5−0,965,9                                             | 6,7−0,859,3 | 11,21,358,8 | 15,53,455,9 | 19,47,675,5 | 23,11173,6 | 25,412,774,1 | 25,112,568,1 | 20,59,172 | 15,46,377,4 | 9,32,674,1 | 5,80,378,6 |
| Moyennes : • Temp. maxi et mini °C • Précipitation mm |             |             |             |             |            |              |              |           |             |            |            |

Les paramètres climatiques de la commune ont été estimés pour le milieu du siècle (2041-2070) selon différents scénarios d'émission de gaz à effet de serre à partir des nouvelles projections climatiques de référence DRIAS-2020. Ils sont consultables sur un site dédié publié par Météo-France en novembre 2022.

## Urbanisme

### Typologie
Au 1er janvier 2024, Rambervillers est catégorisée bourg rural, selon la nouvelle grille communale de densité à sept niveaux définie par l'Insee en 2022.
Elle appartient à l'unité urbaine de Rambervillers, une agglomération intra-départementale regroupant deux  communes, dont elle est ville-centre,,. Par ailleurs la commune fait partie de l'aire d'attraction de Rambervillers, dont elle est la commune-centre,. Cette aire, qui regroupe 15 communes, est catégorisée dans les aires de moins de 50 000 habitants,.

### Occupation des sols
L'occupation des sols de la commune, telle qu'elle ressort de la base de données européenne d’occupation biophysique des sols Corine Land Cover (CLC), est marquée par l'importance des territoires agricoles (42,9 % en 2018), en diminution par rapport à 1990 (46,3 %). La répartition détaillée en 2018 est la suivante : 
forêts (34,9 %), prairies (34,8 %), zones urbanisées (16,1 %), zones agricoles hétérogènes (4,3 %), terres arables (3,8 %), zones industrielles ou commerciales et réseaux de communication (3,1 %), espaces verts artificialisés, non agricoles (3,1 %).
L'évolution de l’occupation des sols de la commune et de ses infrastructures peut être observée sur les différentes représentations cartographiques du territoire : la carte de Cassini (XVIIIe siècle), la carte d'état-major (1820-1866) et les cartes ou photos aériennes de l'IGN pour la période actuelle (1950 à aujourd'hui).

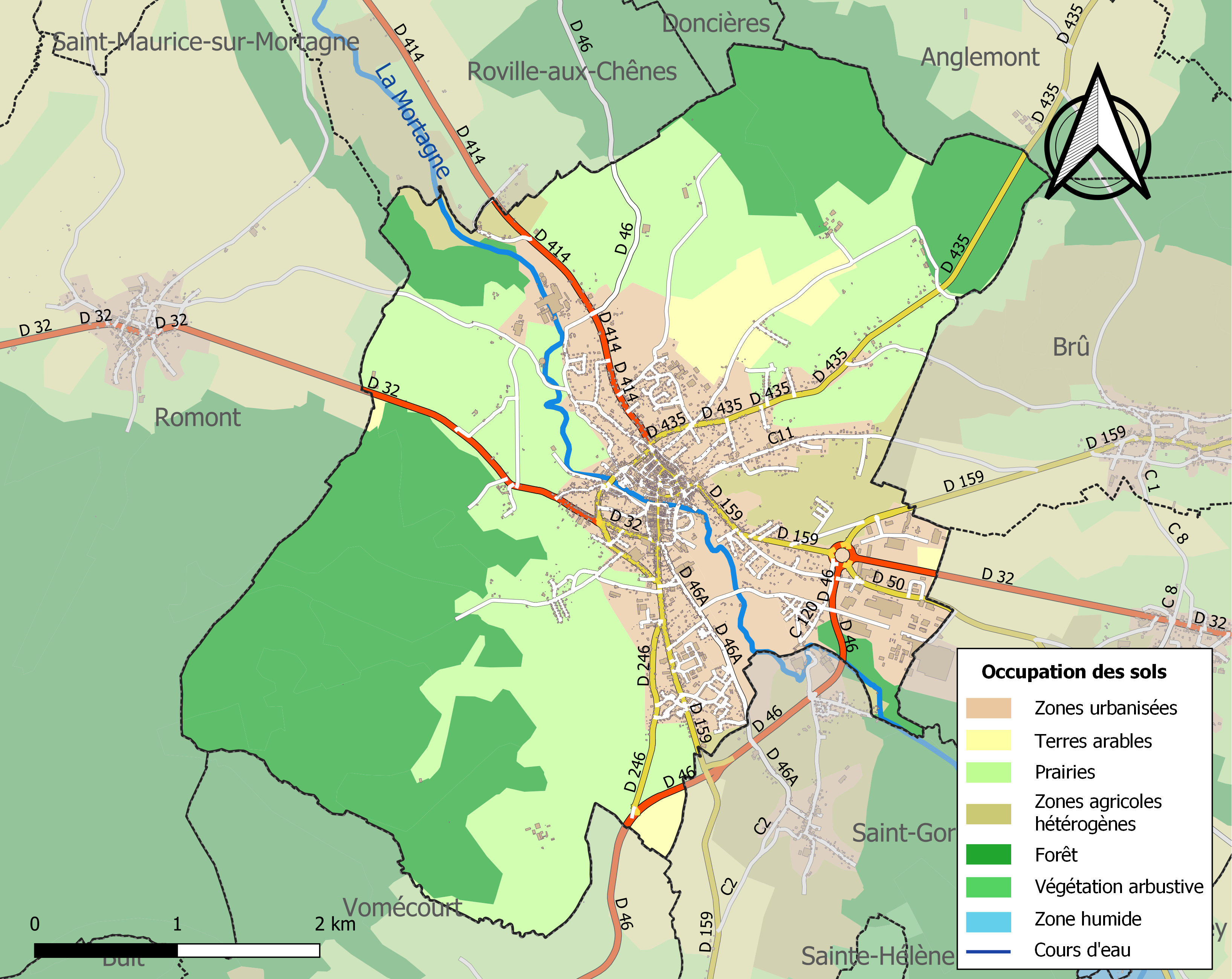
Carte des infrastructures et de l'occupation des sols de la commune en 2018 (CLC).

### Morphologie urbaine
Rambervillers constitue un « bourg-centre » pour les communes environnantes et la Communauté de Communes.
La commune a engagé l'élaboration d'un plan local d'urbanisme,.

### Logements
En 2012, le nombre total de logements dans la commune était de 2 999, alors qu'il était de 2 710 en 1999. Parmi ces logements, 79,8 % étaient des résidences principales, 1,0 % des résidences secondaires et 19,2 % des logements vacants. Ces logements étaient pour 52,1 % d'entre eux des maisons individuelles et pour 47,7 % des appartements.
Toujours en 2012, la proportion des résidences principales, propriétés de leurs occupants était de 51,0 %, celles des locataires était de 46,8 %, dont 15,4 % de logements HLM loués vides. La part de logements sociaux (logements HLM loués vides) était de 15,4 % en 2012 contre 15,2 % en 2007, leur nombre ayant légèrement augmenté de 362 à 368. La part de logements sociaux était toujours inférieure au seuil légal de 20 %.

### Voies de communication et transports
Rambervillers est accessible par plusieurs routes départementales (RD) dont :
- la RD32 qui traverse la commune d'est en ouest et relie Rambervillers à La Voivre, à l'est, à Charmes, à l'ouest ;
- la RD414, qui relie Rambervillers à Saint-Pierremont, au nord-est ;
- la RD46, qui relie Rambervillers à Golbey au sud-ouest ;
- La RD435, qui relie Rambervillers à Baccarat au nord-est.

#### Transports en commun
- Fluo Grand Est.

#### Lignes SNCF

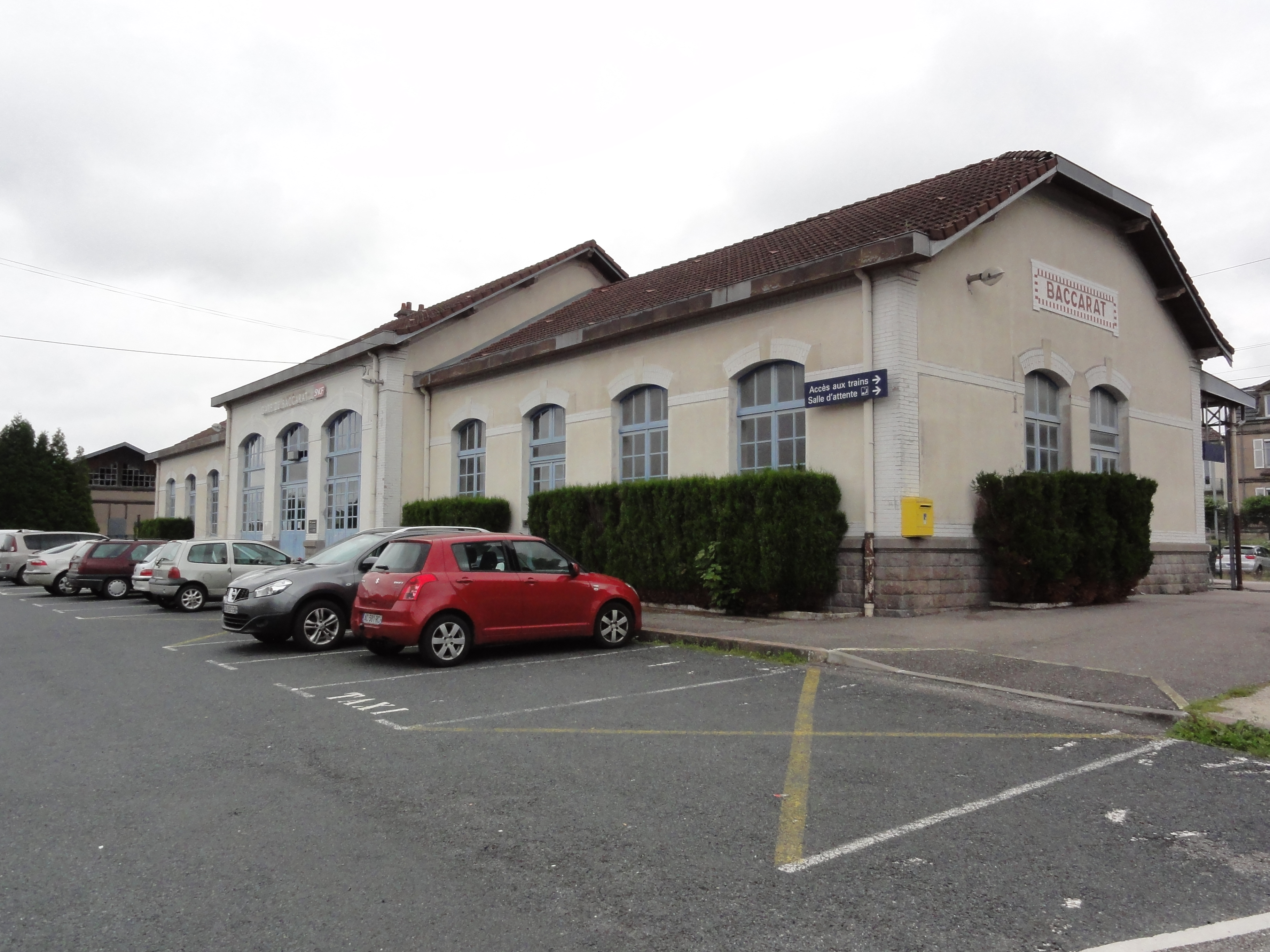
La gare de Baccarat.

Jusqu'en 1992, Rambervillers possédait une gare ferroviaire, désaffectée depuis la fermeture de la Ligne de Mont-sur-Meurthe à Bruyères en 1988. Une branche reliant Charmes, Ligne de Charmes à Rambervillers a quant à elle fermé en 1939. 
Les gares les plus proches sont celles de Baccarat (accessible par la RD435 en 20 minutes environ), sur la ligne de Lunéville à Saint-Dié, et de Vincey (accessible par la RD32 en 25 minutes environ), sur la ligne de Blainville - Damelevières à Lure ; toutes deux desservies par les trains TER Lorraine.

## Toponymie
Anciennes mentions : Ramberti villa (1139) ; Rambertivillaris (1152) ; Remberviller (1187) ; Ramberviller (1192) ; Rambeviller (1291) ; Rambervillers (1377) ; Ramprehtwilre (1396) ; Ranpoltzwilre (1396) ; Raibaviller (1412) ; Rampprechtzwiler (1416) ; Raimbeviller (1455) ; Rembervillers (1790) ; Ramberviller (an II). En lorrain Rambièlè.

## Histoire

### Antiquité
Rambervillers tirerait son nom d'un ancien domaine gallo-romain (une villae) fondé par un nommé Ramberti, ce qui en latin se disait Ramberti villae, c'est-à-dire « le domaine de Ramberti ». C'est tout du moins l'étymologie communément admise. On ignore si ce centre d'exploitation agricole antique se trouvait à l'exact emplacement de la ville actuelle ou un peu plus à l'écart de celle-ci. Il ne subsiste aucune trace archéologique de la villa de Ramberti. Il faut supposer que les bâtiments de ce domaine étaient, comme la plupart des villas gallo-romaines qui ont donné leur étymologie à toutes les villes et villages français dont le nom actuel se termine en « -ville » ou « -villers », ceints de modestes remparts de terre, de pierre et de bois censés repousser les raids des barbares venus de l'Est.
Aux temps du second Empire romain puis du regnum francorum mérovingien, Rambervillers fait partie du diocèse de Toul.

### Moyen Âge

#### Haut Moyen Âge
Au VIIIe siècle, il s'agit probablement[évasif] déjà d'un gros bourg paysan du vaste ban de Nossoncourt, détaché sans doute à la fin du VIIe siècle du ban primitif que Leudin Bodon voulait fonder à Étival. Sa situation idéale en bas du piémont vosgien lui confère depuis  tout temps une rente de situation exceptionnelle entre la plaine des cultivateurs céréaliers et la montagne des éleveurs.
La création de la ville aurait été décidée au IXe siècle, selon une légende tenace, par un personnage dénommé Rambert,, soit un puissant seigneur régissant les abords des forêts de Mortagne ou un moine-abbé qui fut contraint de quitter l'Abbaye Saint-Pierre de Senones ravagée.

#### Moyen Âge classique
Selon quelques rares archives, une longue guerre d'escarmouches fut initiée à la fin du XIe siècle et au début du XIIe siècle entre une petite enclave[Laquelle ?] seigneuriale avancée tenue par une petite famille noble du parti Souabe soutenant l'ancien comte de Metz, dont les intérêts sont repris plus tard par la maison d'Alsace, et la puissante maison d'Ardenne installée à Épinal. La férocité entre les partis engagés est telle que les petits protecteurs du secteur de Rambervillers, incluant Fraispertuis et Jeanménil, Bru et Housseras sont occis avec leurs partisans par la grande armée combattante au service de la maison d'Ardenne, irritée par la résistance montagnarde et forestière. Un compromis diplomatique purge en partie la dérive violente en attribuant à l'évêque de Metz Adalbéron II, appartenant également à la famille des vainqueurs mais sacralisé par son statut religieux. Désormais, le ban de Rambervillers dépend de l'évêché de Metz et obtient de l'évêque messin différents droits et privilèges, à l'instar de celui de Senones[réf. nécessaire].
Au XIIe siècle, Étienne de Bar, évêque de Metz, entoure le bourg largement agrandi par la croissance démographique de palissades et de fossés, puis au XIIIe siècle, Jacques de Lorraine, également évêque de Metz, remplace les palissades de bois par une muraille flanquée de vingt-quatre grosses tours,.
Rambervillers est une ville méridionale de Lorraine, appartenant au temporel des évêques de Metz. Ses fortifications et sa taille en font un centre important dès le XIIe siècle. Elle gère le commerce de grains et viandes (nourritures) pour la montagne vosgienne qui s'étale à l'est, et qui constitue pour ces marchands un véritable hinterland.

### Époque moderne
Dépendante de la principauté épiscopale de Metz, elle passe à la France avec les Trois-Évêchés selon les  termes du traité de Chambord de 1552. Peu de temps après, la ville est incendiée par l'armée huguenote sous les ordres du baron de Bollweiler mais se relève rapidement. C'est en 1581 que les bourgeois décident la construction de l'Hôtel de ville.
Après le traité de Ryswick (1697) et au bout de vingt ans de négociations, le duc de Lorraine Léopold se voit attribuer la châtellenie de Rambervillers en 1718. La ville et sa seigneurie redeviennent dès lors françaises en 1766, en même temps que le duché de Lorraine.
En 1771, des émeutes urbaines éclatent à Rambervillers qui font suite à celles de Nancy.
Avant la Révolution française, la paroisse de Rambervillers est nommée Remberviller sur la Carte de Cassini.
Le 9 janvier 1814, durant la campagne de France (1814), des combats eurent lieu entre les troupes du général Bernon de Montélégier et les troupes autrichiennes du général De Wrede. Les troupes françaises du général Briche repoussèrent les Autrichiens vers Saint-Dié.

### Époque contemporaine
Rambervillers fut chef-lieu de district de 1790 à 1795.

#### Guerre de 1870
Lors de la guerre franco-allemande de 1870, le village est l'enjeu d'un combat le 9 octobre 1870. En dressant des barricades contre l'envahisseur prussien, 200 gardes nationaux résistent contre 550 à 600 soldats allemands.
Pour cet acte de bravoure, la ville est décorée de la Légion d'honneur tandis que son nom est donné à la rue de Rambervillers, dans le 12e arrondissement de Paris,.

#### Guerres mondiales
La commune est décorée de la Croix de Guerre 1914-1918,.
La Croix de guerre 1939-1945 avec étoile d'argent lui est attribuée le 11 novembre 1948 et remise le 11 juin 1950.

#### Une ville de garnison
La commune a accueilli les garnisons de différentes unités militaires de l'armée française : le 17e bataillon de chasseurs à pied (1870-1914), le 62e régiment d'artillerie (1914-1920), un bataillon du 17e régiment d'infanterie (1914-?), et le 43e bataillon de transmissions (1966-1977).

## Politique et administration

### Découpage territorial

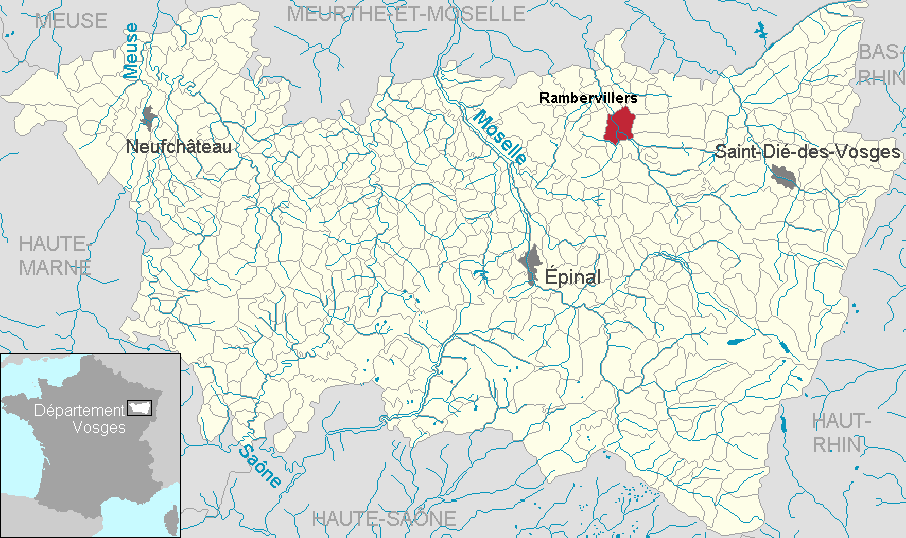
La commune de Rambervilliers dans le département des Vosges.

#### Commune: territoire et institution
Avant la Révolution, la paroisse de Rambervillers est nommé Remberviller sur la Carte de Cassini. La paroisse devient formellement « commune de Rambervillers » en 1793. Aucun événement de restructuration majeure du territoire, de type suppression, cession ou réception de territoire, n'a affecté la commune depuis sa création.

#### Circonscriptions administratives et électorales de rattachement
La commune de Rambervillers est rattachée administrativement à l’arrondissement d'Épinal, politiquement au canton de Saint-Dié-des-Vosges-1 et à la première circonscription des Vosges.

#### Collectivités territoriales
La commune est rattachée sur le plan administratif au département des Vosges et à la région Grand Est, à la fois circonscriptions administratives de l'État et collectivités territoriales.

#### Intercommunalités
Rambervillers est membre de la Communauté de communes de la Région de Rambervillers, qui regroupe trente communes. Rambervillers est le siège de la communauté de communes.

#### Personnalités élues par circonscription électorale de rattachement
Au-delà du maire, premier magistrat administrant la commune, les personnalités élues dont le mandat est relatif à une collectivité à laquelle est rattachée la commune de Rambervillers et représentant donc le territoire communal au sein de chacune de ces collectivités sont les suivantes :
| Élections                   | Élections                     | Circonscription électorale                           | Élu de la circonscription              | Élu de la circonscription | Élu de la circonscription | Élu de la circonscription |
| Niveau                      | Type                          | Circonscription électorale                           | Titre                                  | Nom                       | Début de mandat           | Fin de mandat             |
| --------------------------- | ----------------------------- | ---------------------------------------------------- | -------------------------------------- | ------------------------- | ------------------------- | ------------------------- |
| Groupe communal             | Municipales et communautaires | Commune de Rambervillers                             | Maire                                  | Jean-Pierre Michel        | 2014                      | 2020                      |
| Groupe communal             | Municipales et communautaires | Communauté de communes de la Région de Rambervillers | Président de la communauté de communes | Jean-Marc Habert          | 2014                      | 2020                      |
| Département                 | Départementales               | Canton de Saint-Dié-des-Vosges-1                     | Conseillère départementale             | Martine Gimmillaro        | 29 mars 2015              | 2021                      |
| Département                 | Départementales               | Canton de Saint-Dié-des-Vosges-1                     | Conseiller départemental               | William Mathis            | 29 mars 2015              | 2021                      |
| Région                      | Régionales                    | Grand Est                                            | Président du conseil régional          | Jean Rottner              | 4 janvier 2016            | 2 juillet 2021            |
| Circonscription législative | Législatives                  | 1re circonscription                                  | Député                                 | Michel Heinrich           | 16 juin 2002              | juin 2017                 |

### Politique et administration municipale

#### Conseil municipal et maire
Depuis les élections municipales de 2014, le conseil municipal  de Rambervillers, commune de plus de 1 000 habitants, est élu au scrutin proportionnel de liste à deux tours (sans aucune modification possible de la liste), pour un mandat de six ans renouvelable. Il est composé de 29 membres. L'exécutif communal, est constitué par le maire, élu par le conseil municipal, parmi ses membres, pour un mandat de six ans, c'est-à-dire pour la durée du mandat du conseil.

### Finances locales
La commune de Rambervillers est enregistrée au répertoire des entreprises sous le code SIREN 218 803 674. Son activité est enregistrée sous le code APE 8411Z, correspondant aux administrations publiques générales.

### Budget et fiscalité 2023

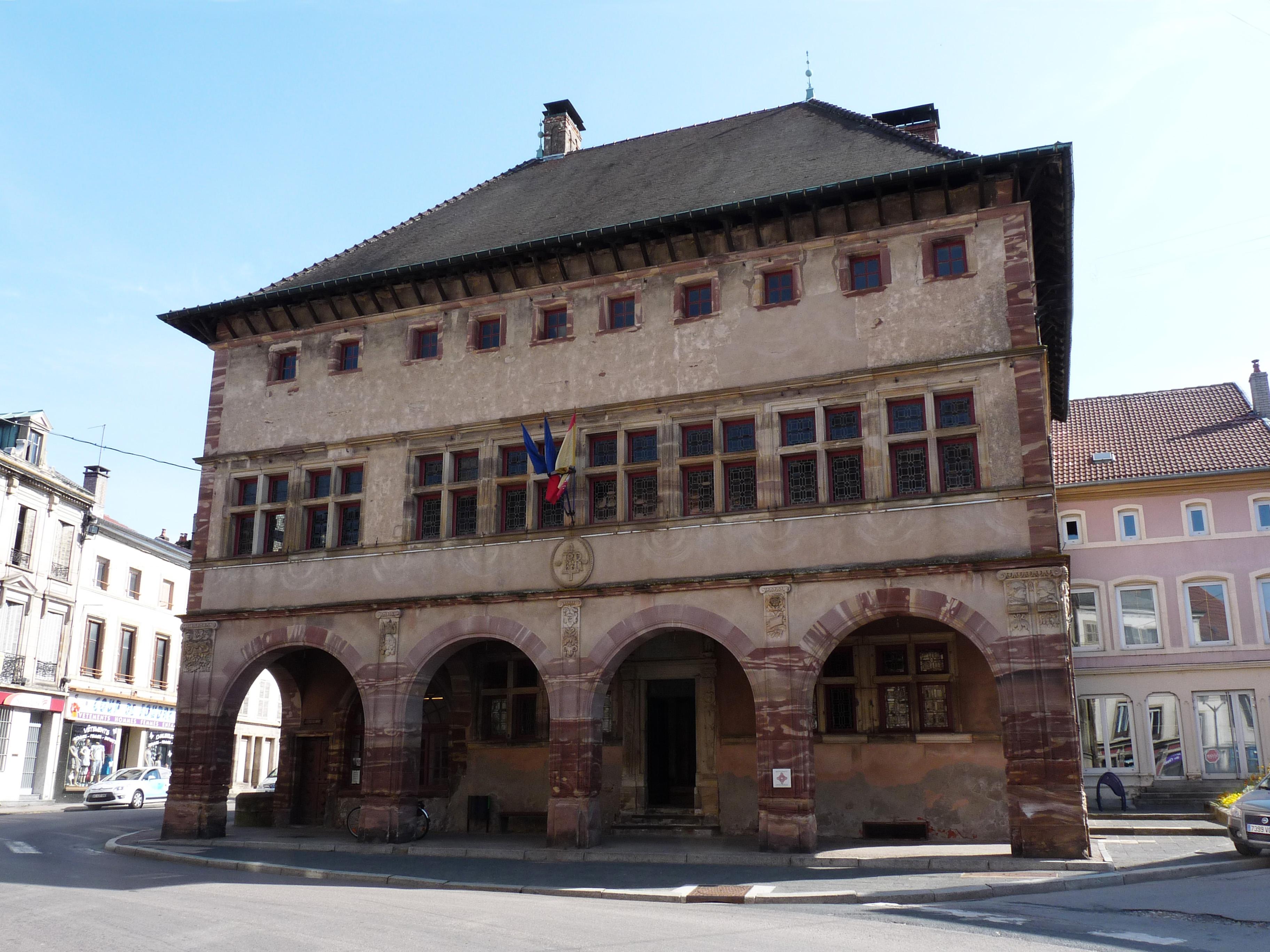
L'Hôtel de Ville.

En 2023, le budget de la commune était constitué ainsi :
- total des produits de fonctionnement : 718 000 €, soit 1 381 € par habitant ;
- total des charges de fonctionnement : 533 000 €, soit 1 024 € par habitant ;
- total des ressources d’investissement : 1 901 000 €, soit 365 € par habitant ;
- total des emplois d’investissement : 181 000 €, soit 348 € par habitant.
- endettement : 883 000 €, soit 170 € par habitant.

Avec les taux de fiscalité suivants :
- taxe d’habitation : 25,22 % ;
- taxe foncière sur les propriétés bâties : 48,64 % ;
- taxe foncière sur les propriétés non bâties : 30,93 % ;
- taxe additionnelle à la taxe foncière sur les propriétés non bâties : 0,00 % ;
- cotisation foncière des entreprises : 0,00 %.

### Services publics
Le Code officiel géographique attribue à la commune le code 88 1 13 367.
La commune dispose d’un bureau de poste.
La sécurité de la commune est assurée par la brigade territoriale autonome de gendarmerie de Rambervillers, en outre elle dispose d'une police municipale. La commune dispose d'un centre de secours (CS) rattaché au service départemental d'incendie et de secours (SDIS) des Vosges.
Rambervillers relève du conseil de prud'hommes d’Épinal, de la cour administrative d'appel de Nancy, de la cour d'appel de Nancy, de la cour d'assises des Vosges à Épinal, du tribunal administratif de Nancy, du tribunal d'instance d’Épinal, du tribunal de grande instance d’Épinal, du tribunal de commerce d’Épinal et du tribunal pour enfants d’Épinal.

### Politique environnementale
La commune a obtenu trois fleurs au concours des villes et villages fleuris.

### Jumelages
La commune de Rambervillers est jumelée avec deux villes :
- Ellezelles (Belgique) ;
- Kottweiler-Schwanden (Allemagne).

## Population et société

### Démographie

#### Évolution démographique
L'évolution du nombre d'habitants est connue à travers les recensements de la population effectués dans la commune depuis 1793. Pour les communes de moins de 10 000 habitants, une enquête de recensement portant sur toute la population est réalisée tous les cinq ans, les populations de référence des années intermédiaires étant quant à elles estimées par interpolation ou extrapolation. Pour la commune, le premier recensement exhaustif entrant dans le cadre du nouveau dispositif a été réalisé en 2007.

En 2022, la commune comptait 5 032 habitants, en évolution de −4,81 % par rapport à 2016 (Vosges : −2,96 %, France hors Mayotte : +2,11 %).
| 1793  | 1800  | 1806  | 1821  | 1831  | 1836  | 1841  | 1846  | 1856  |
| ----- | ----- | ----- | ----- | ----- | ----- | ----- | ----- | ----- |
| 4 420 | 4 926 | 4 934 | 4 992 | 4 990 | 4 987 | 4 732 | 4 900 | 4 706 |

| 1861  | 1866  | 1872  | 1876  | 1881  | 1886  | 1891  | 1896  | 1901  |
| ----- | ----- | ----- | ----- | ----- | ----- | ----- | ----- | ----- |
| 4 861 | 4 986 | 5 310 | 5 281 | 5 153 | 5 691 | 5 735 | 5 706 | 5 675 |

| 1906  | 1911  | 1921  | 1926  | 1931  | 1936  | 1946  | 1954  | 1962  |
| ----- | ----- | ----- | ----- | ----- | ----- | ----- | ----- | ----- |
| 5 584 | 5 848 | 5 873 | 5 767 | 5 679 | 5 844 | 6 097 | 6 257 | 7 042 |

| 1968  | 1975  | 1982  | 1990  | 1999  | 2006  | 2007  | 2012  | 2017  |
| ----- | ----- | ----- | ----- | ----- | ----- | ----- | ----- | ----- |
| 7 229 | 7 113 | 6 595 | 5 919 | 5 999 | 5 714 | 5 669 | 5 511 | 5 170 |

| 2022  | - | - | - | - | - | - | - | - |
| ----- | - | - | - | - | - | - | - | - |
| 5 032 | - | - | - | - | - | - | - | - |

### Enseignement
Rambervillers est située dans l'Académie de Nancy-Metz.
La commune administre deux écoles maternelles : l'école maternelle du Parmoulin et l'école maternelle Jules-Ferry, et deux écoles élémentaires : l'école élémentaire Jules-Ferry et l'école élémentaire Void-Régnier ; elle dispose en outre de l'école primaire privée Sainte-Jeanne d'Arc,.
La commune dispose de deux collèges : le collège Alphonse-Cytère, géré par le département, et le collège privé Sainte-Jeanne d'Arc.

### Manifestations culturelles et festivités

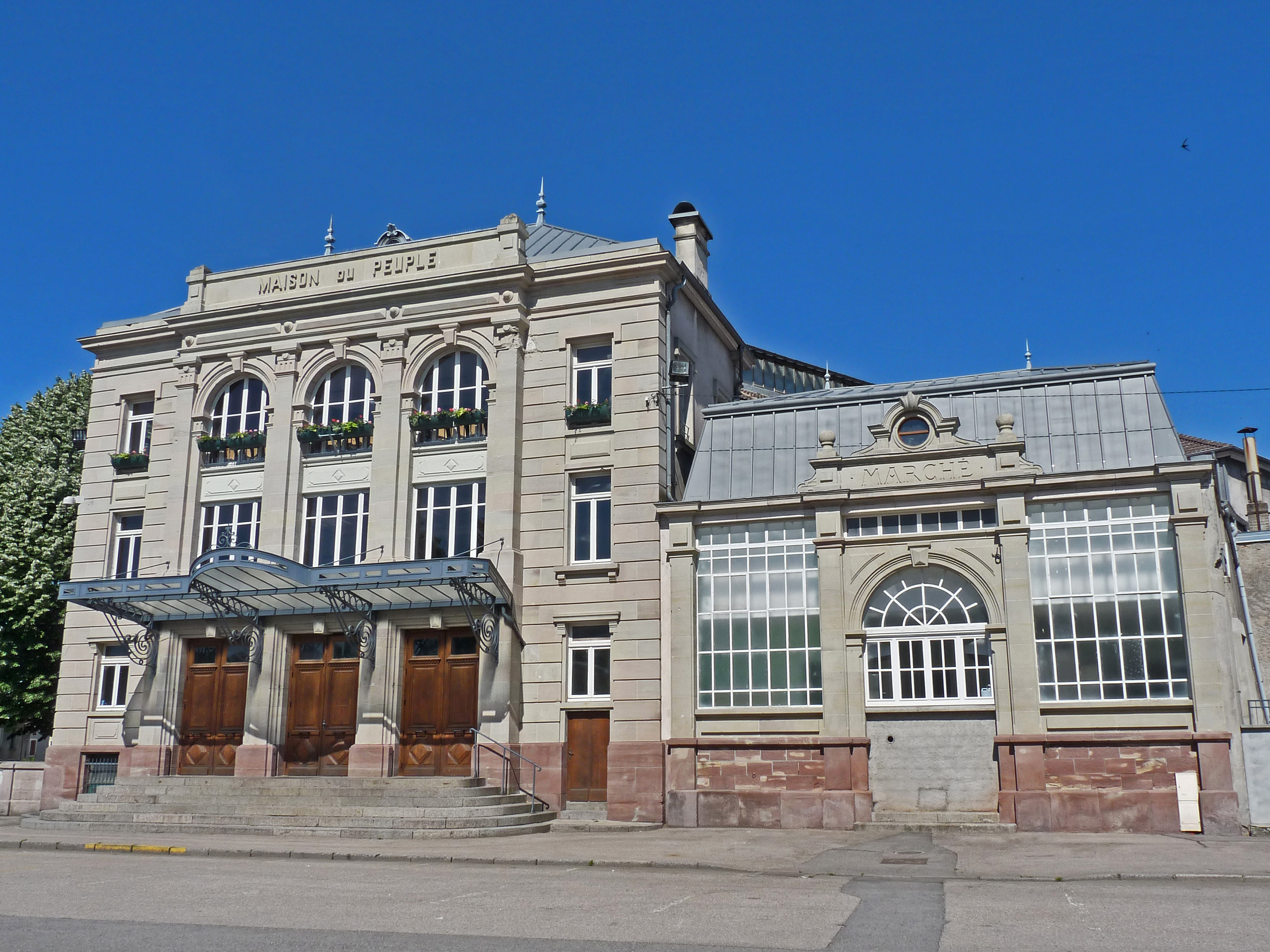
La Maison du peuple.

Plusieurs manifestations locales sont organisées dans la commune de Rambervillers dont :
- le comice agricole le premier dimanche de septembre[m 3].
- la foire aux têtes de veau organisée tous les ans, deux semaines avant Pâques[81].

La plupart des manifestations culturelles ou associatives se déroulent dans les salles municipales telles que : la Maison du peuple, la salle du relais social, la salle de la maison de l'agriculture et la chapelle des Arts.
En 2015, une cinquantaine d'associations participent à l’animation culturelle et aux actions caritatives de la commune. Elles disposent du centre Dié-Mallet qui abrite diverses associations culturelles, sportives et caritatives de la commune.

### Santé
La commune du Rambervillers dispose d'un hôpital sur son territoire,. Onze médecins, deux chirurgien-dentistes et trois pharmacies sont installés dans la commune.

### Sport
La commune dispose de plusieurs infrastructures sportives dont : le complexe sportif Marcel-Poinsot, des terrains multi-sports, un court de tennis et une piscine.
En 2015, vingt-cinq associations assurent l’encadrement de la pratique sportive en club dans la commune.

### Lieux de cultes
Le territoire de la commune de Rambervillers fait partie de la paroisse catholique « Sainte Libaire de Rambervillers » du diocèse de Saint-Dié. Le lieu de culte est l'église Sainte-Libaire de Rambervillers.

## Économie

### Revenus de la population et fiscalité
En 2011, le revenu fiscal médian par ménage était de 20 486 €, ce qui plaçait Rambervillers au 30 609e rang parmi les 31 886 communes de plus de 49 ménages en métropole.
En 2012, 46,5 % des foyers fiscaux étaient imposables.
Chiffres clés Revenus et pauvreté des ménages en 2021 : médiane en 2021 du revenu disponible, par unité de consommation : 18 300 €.

### Emplois, revenus et niveau de vie
En 2012, la population âgée de 15 à 64 ans s'élevait à 3 257 personnes, parmi lesquelles on comptait 66,26%  % d'actifs dont 51,20% % ayant un emploi et 15,00 % de chômeurs.
|                           | Nb. Personnes | Pourcentage |
| Ensemble                  | 3257          | 100,0%      |
| Actifs                    | 2158          | 66,26 %     |
| Actifs ayant un emploi    | 1668          | 51,21 %     |
| Chômeurs                  | 490           | 15,04 %     |
| Inactifs                  | 1099          | 33,74 %     |
| Élèves, étudiants         | 283           | 8,70 %      |
| Retraités ou préretraités | 303           | 9,30 %      |
| Autres inactifs           | 515           | 15,80 %     |

Toujours en 2012, on comptait 2 667 emplois dans la zone d'emploi, contre 2 673 en 2007. Le nombre d'actifs ayant un emploi résidant dans la zone d'emploi étant de  1 688, l'indicateur de concentration d'emploi est de 158 %, ce qui signifie que la zone d'emploi offre près de 1,5 emplois pour un habitant actif.

### Entreprises et commerces
Au 31 décembre 2013, Rambervillers comptait 491 établissements : 5 dans l’agriculture-sylviculture-pêche, 59 dans l'industrie, 54 dans la construction, 299 dans le commerce-transports-services divers et 7 étaient relatifs au secteur administratif.
En 2014, 38 entreprises ont été créées à Rambervillers, dont 33 par des auto-entrepreneurs.
L'économie de Rambervillers repose sur sa forêt (environ 15 000 ha), elle possède deux scieries, et une des deux usines françaises de panneaux de particules de Egger Panneaux et Décors appartenant au groupe autrichien Egger. Cependant, la papeterie Matussière et Forest a fermé en 2005. Elle compte aussi deux ateliers de métallurgie, un abattoir et un transporteur. Elle dispose également d'un incinérateur.

#### Agriculture
- Culture de céréales, de légumineuses et de graines oléagineuses.
- Élevage de vaches laitières.
- Élevage de chevaux et d'autres équidés.
- Élevage d'autres bovins et de buffles.

#### Tourisme
- Hébergements et restauration à Rambervillers, Bazien, Clézentaine, Magnières.

#### Commerces
- Commerces et services de proximité.

## Culture locale et patrimoine

### Lieux et monuments
Dix édifices sont répertoriés par les monuments historiques, parmi lesquels deux sont classés.

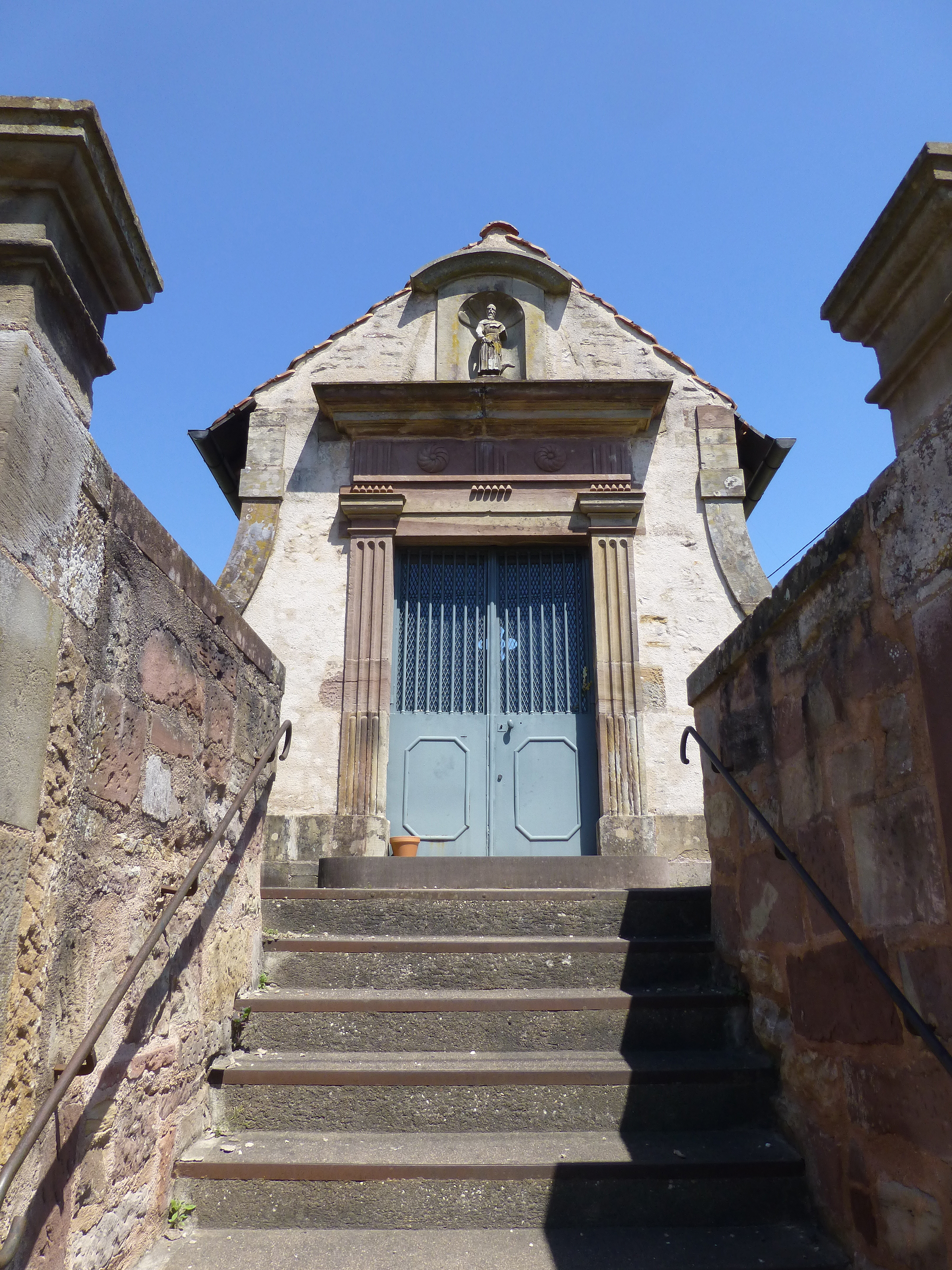
Chapelle Saint-Antoine.
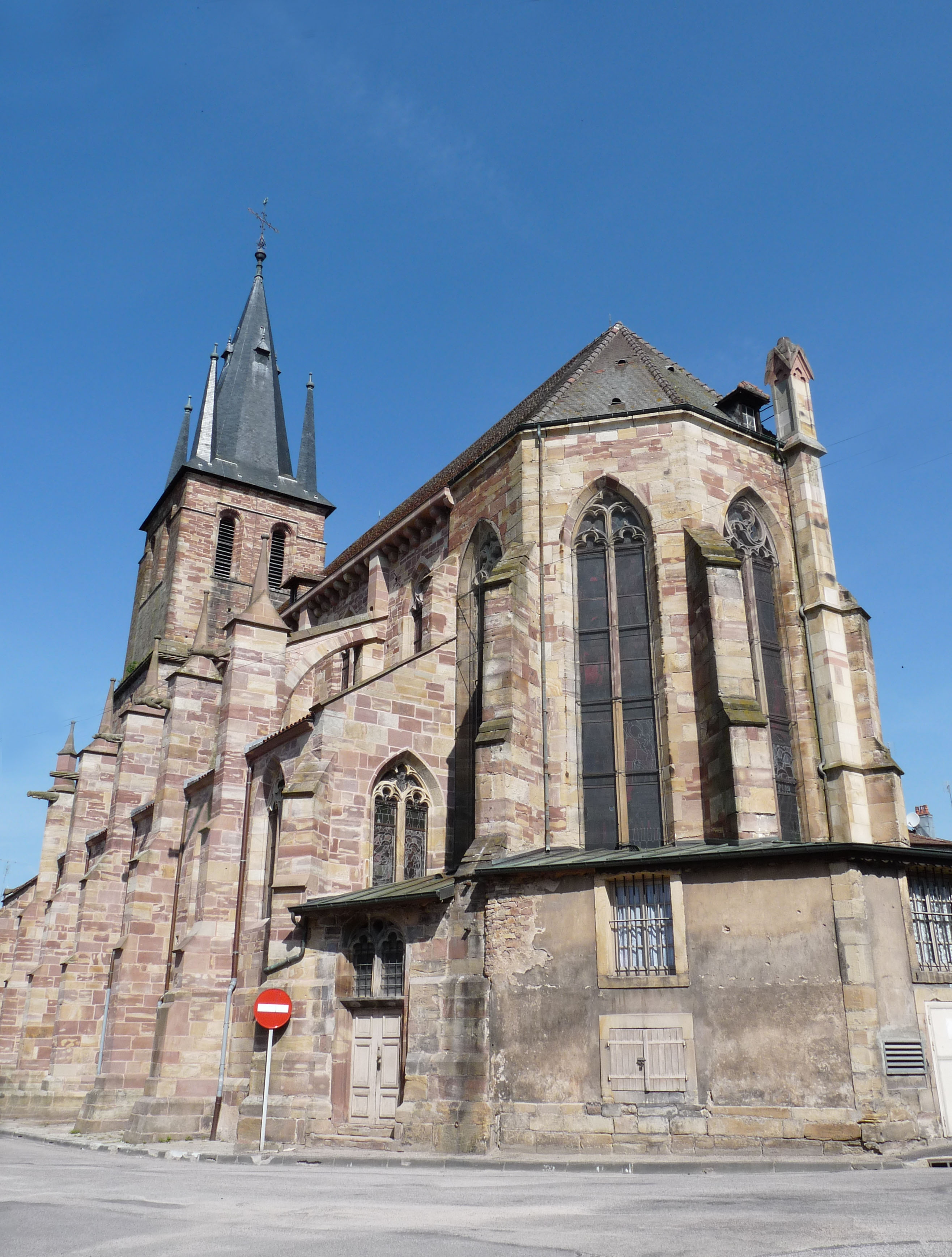
Église Sainte-Libaire.
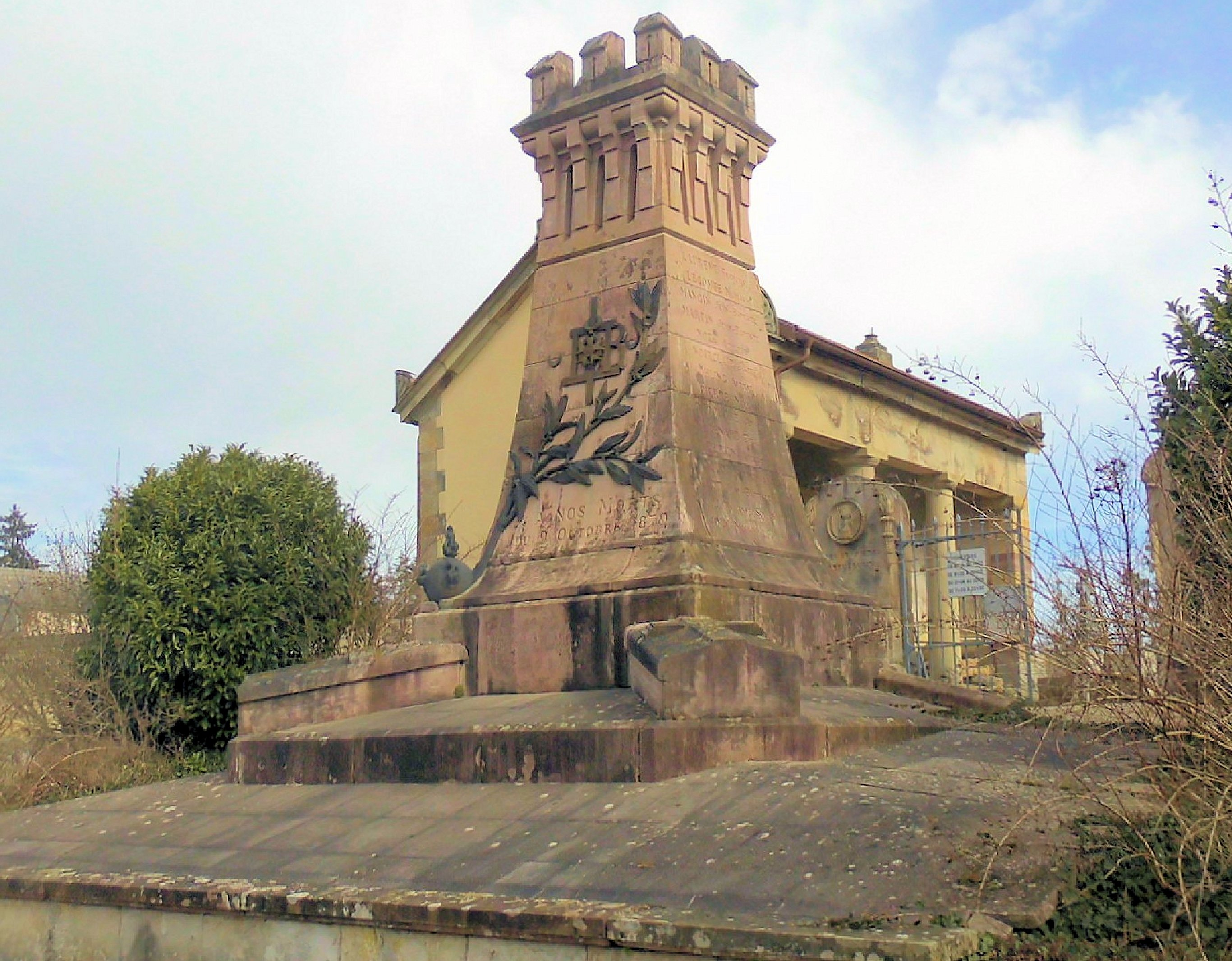
Le monument aux morts de la guerre de 1870-1871.
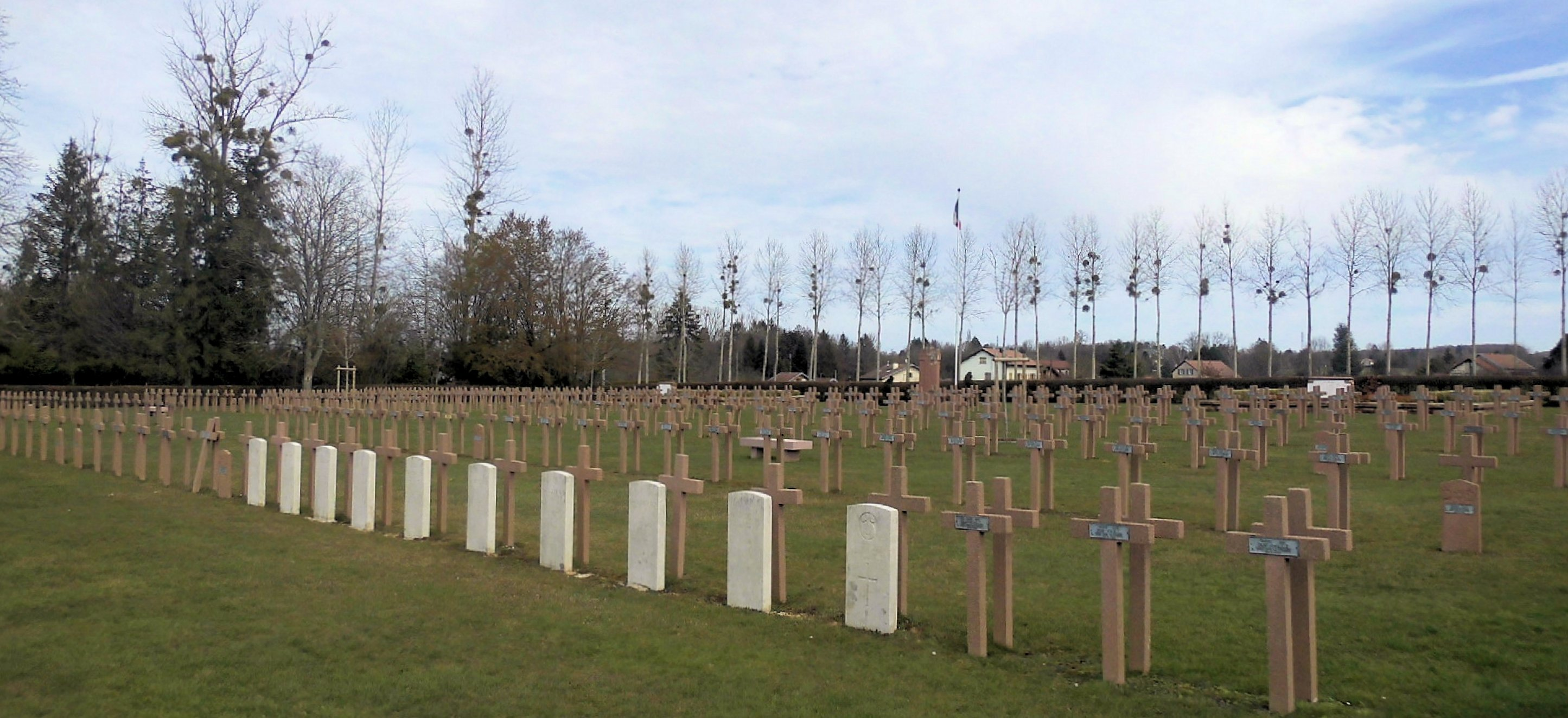
Nécropole nationale de Rambervillers.

#### Patrimoine religieux
- La chapelle Saint-Antoine (Faubourg de la Chipotte)[92], construite en 1544, inscrite aux monuments historiques par arrêté du 1er novembre 1933[93].
- L'église Sainte-Libaire[94],[95], construite au XVIe siècle, classée monument historique par arrêté du 31 décembre 1986[96] et son orgue[97].
- Le cimetière israélite[98].
- Chapelle du Calvaire (1 rue de la Chapelle)[99].
- La chapelle de Blanchifontaine, 32 rue du chemin Sondrot qui était initialement utilisée par une troupe de théâtre[100].
- L'ancienne chapelle de l'hôpital (47 rue Carnot)[101].
- Monuments commémoratifs[102].

#### Patrimoine militaire
- Le Monument de la Résistance du 9 octobre 1870[103].
- Le Monument au Général Richard[104].

#### Patrimoine civil
- Le château épiscopal, construit au XVe siècle, dont la conciergerie et la tour de l'ancienne porterie sont inscrites monuments historiques par arrêté du 23 juin 1988[105].
- Le château des Capucins, construit à la limite du XVIIIe et du XIXe siècle à l'emplacement de l'ancien couvent des Capucins, les façades et toitures du château, de l'orangerie et des dépendances, la salle voûtée souterraine, ainsi que les sols et clôtures de la cour et du parc sont inscrits monuments historiques par arrêté du 29 juin 2004[106],[107].
- Le château de Bouzillon (XVIIIe siècle).
- Le château de Sainte-Lucie[108] (XIXe siècle).
- Le château de la Forge (XIXe siècle).
- L'hôtel de ville, place du 30-Septembre, construit au XVIe siècle, classé au titre des monuments historiques par liste de 1900[109],[110],[111].
- L'école du Centre (ancien couvent des bénédictines), construite au XVIIe siècle, façade sud (y compris la tour) et toiture correspondante inscrites monuments historiques par arrêté du 27 octobre 1995[112].
- La Manufacture vosgienne de grandes orgues, dont les bâtiments et la voie ferrée sont inscrits sur l'inventaire supplémentaire des monuments historiques par arrêté du 21 septembre 2012[113].
- L'immeuble situé 64 rue Carnot, construit au 1er quart du XVIIe siècle, façades, toitures, cheminée, escalier hélicoïdal et jardin : inscrits par arrêté du 26 novembre 1993[114].
- Le lavoir[115].
- Vestiges d'une enceinte de 24 tours construites au XIIIe siècle dont 5 subsistent :
  - la tour d'Anglemein, la mieux préservée et remaniée au XVIIIe siècle, inscrite monument historique par arrêté du 5 novembre 2002[116],[117] ;
  - la tour dite Haton (rue Maurice-Alexandre), construite en 1238, inscrite monument historique par arrêté du 23 juin 1988[118],[119].
- L'urbanisme et l'architecture :
  - maison Renaissance[120] ;
  - le château épiscopal[121] ;
  - Femme nue assise, sculpture de Jean Marie Baumel[122].

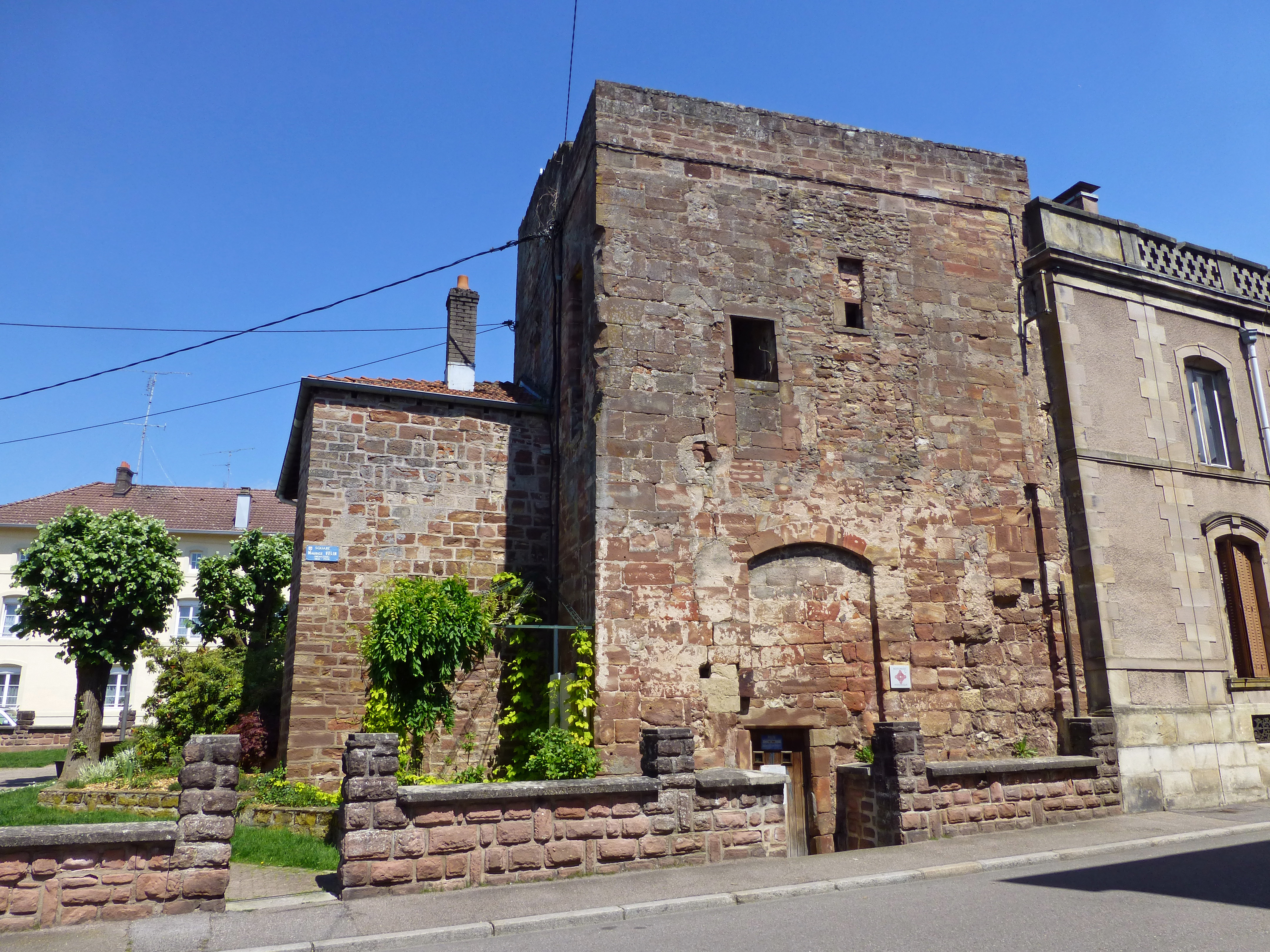
La tour de l'ancienne porterie du château épiscopal.
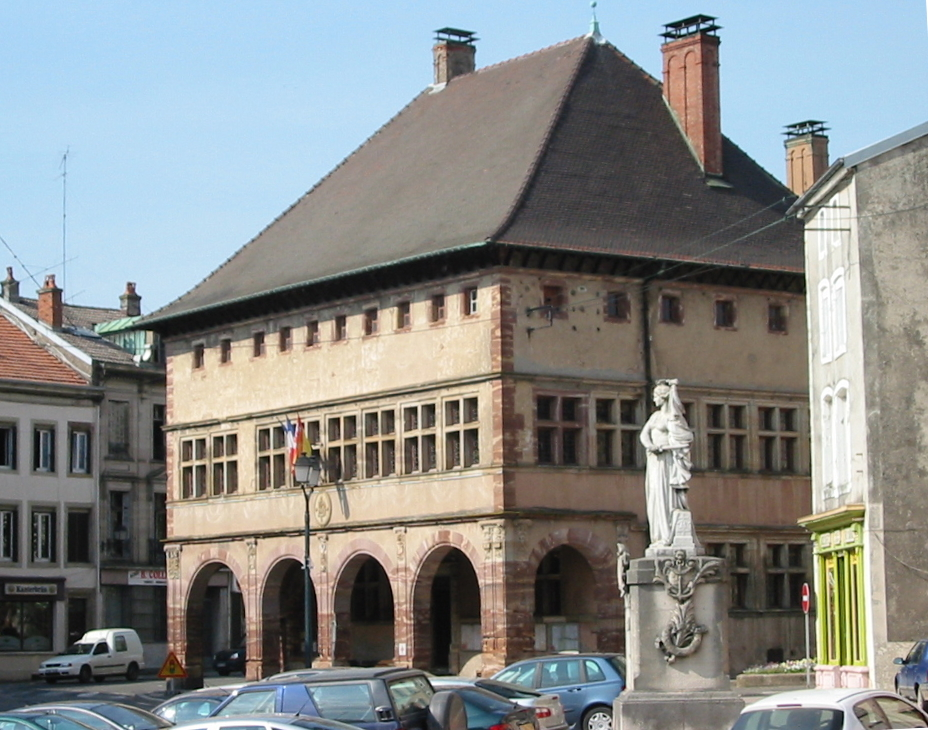
L'hôtel de ville.
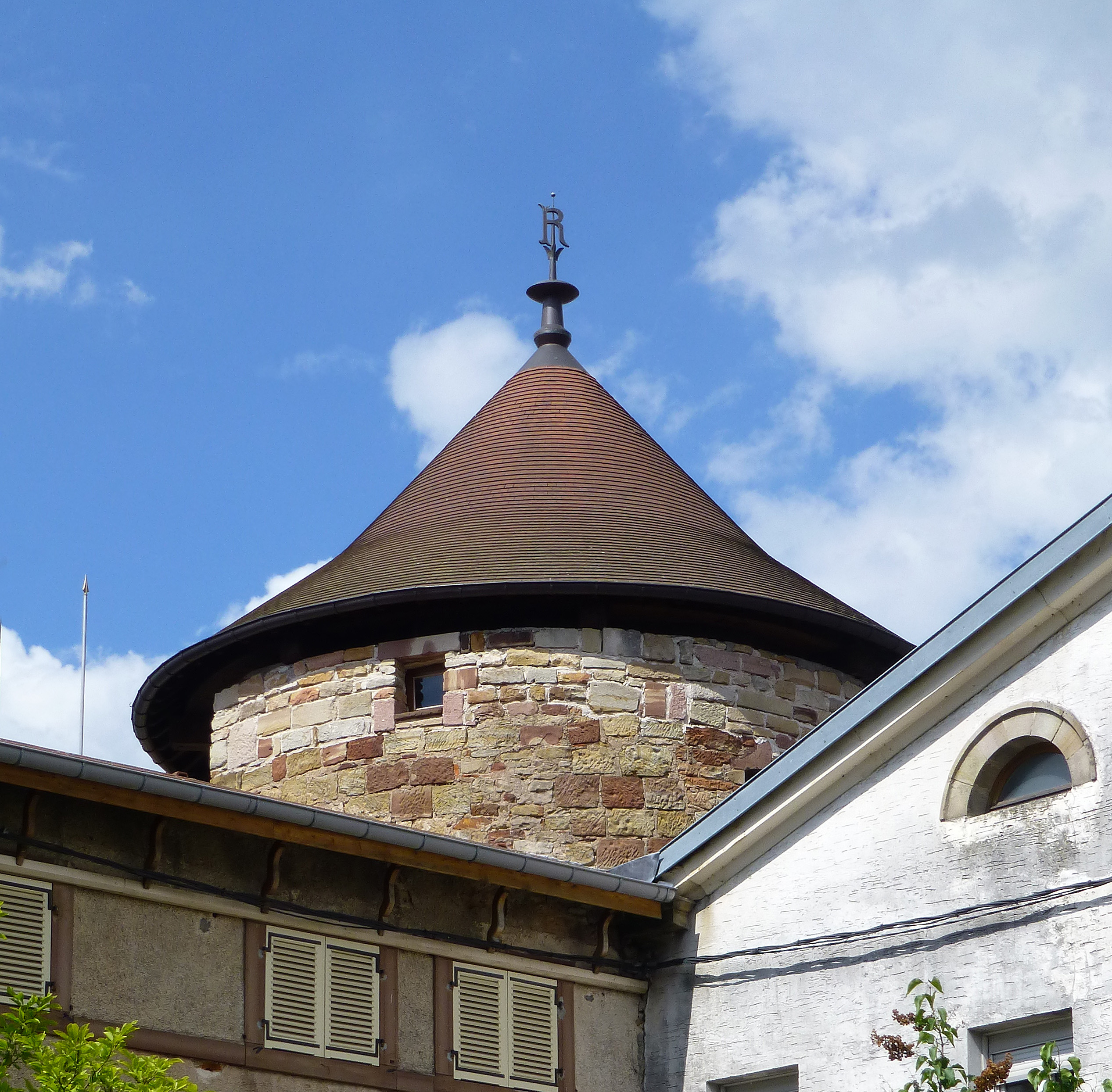
La tour d'Anglemein.
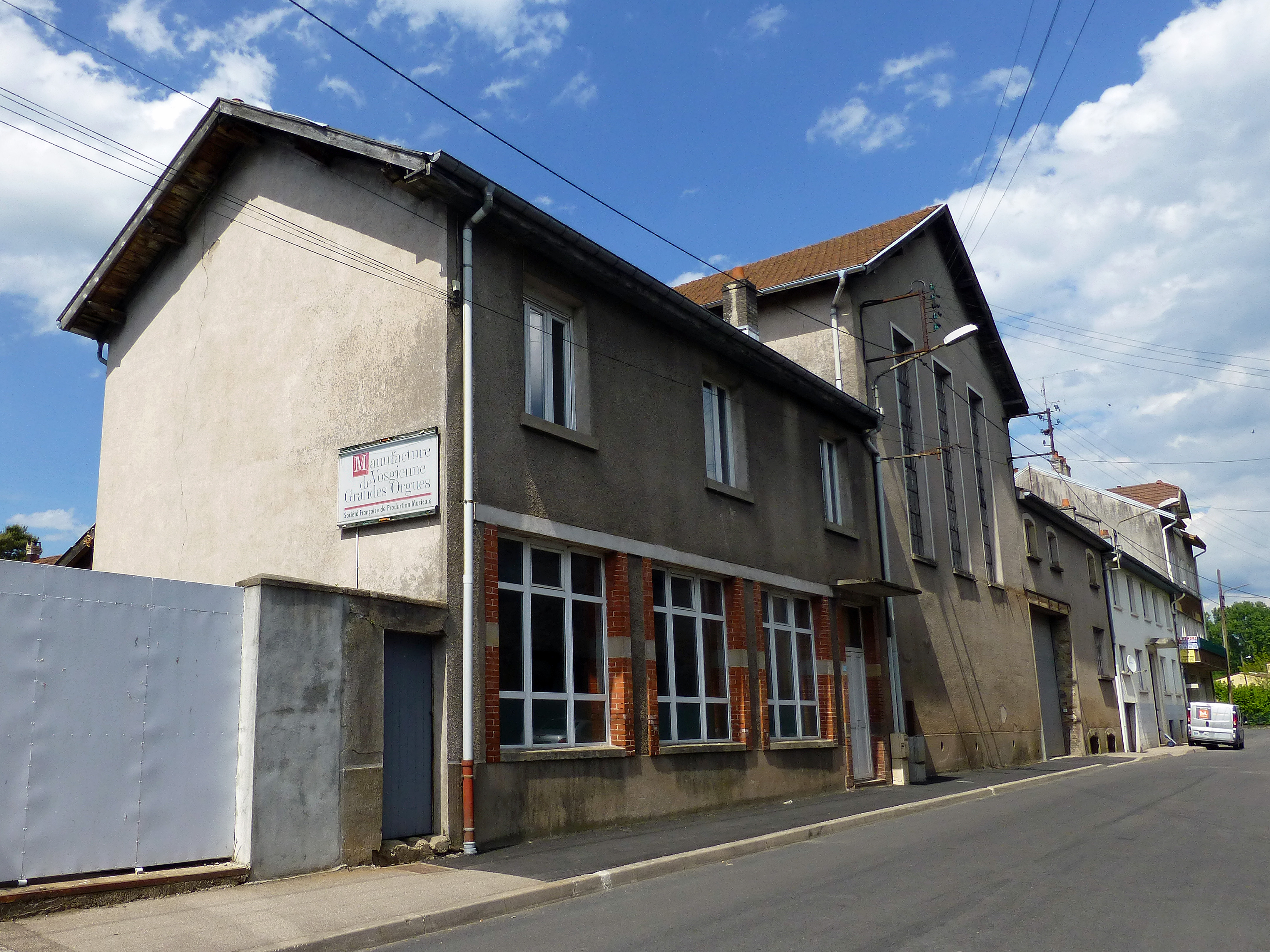
La Manufacture vosgienne de grandes orgues.
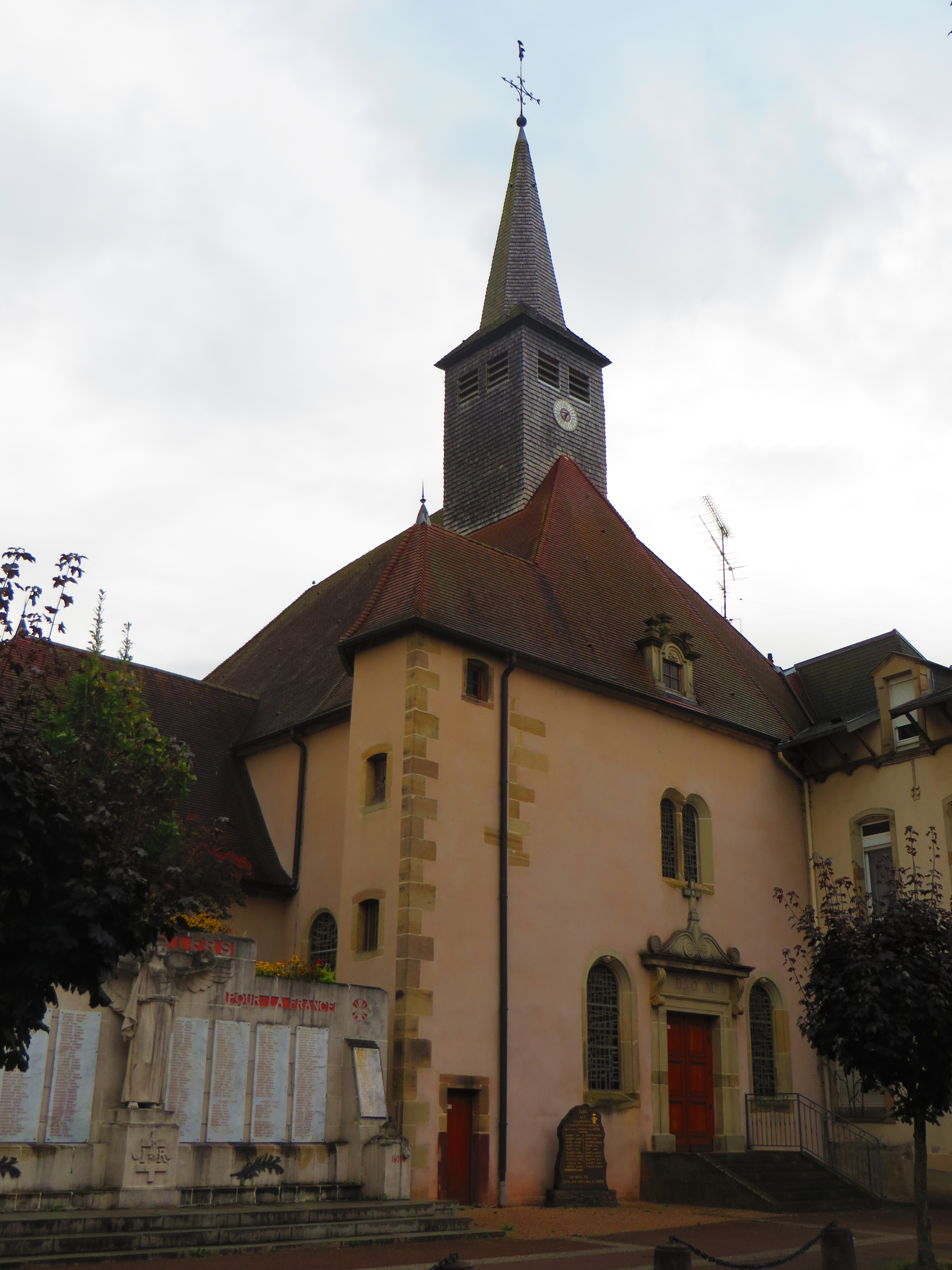
L'ancienne chapelle de l'hôpital, actuellement chapelle des arts.
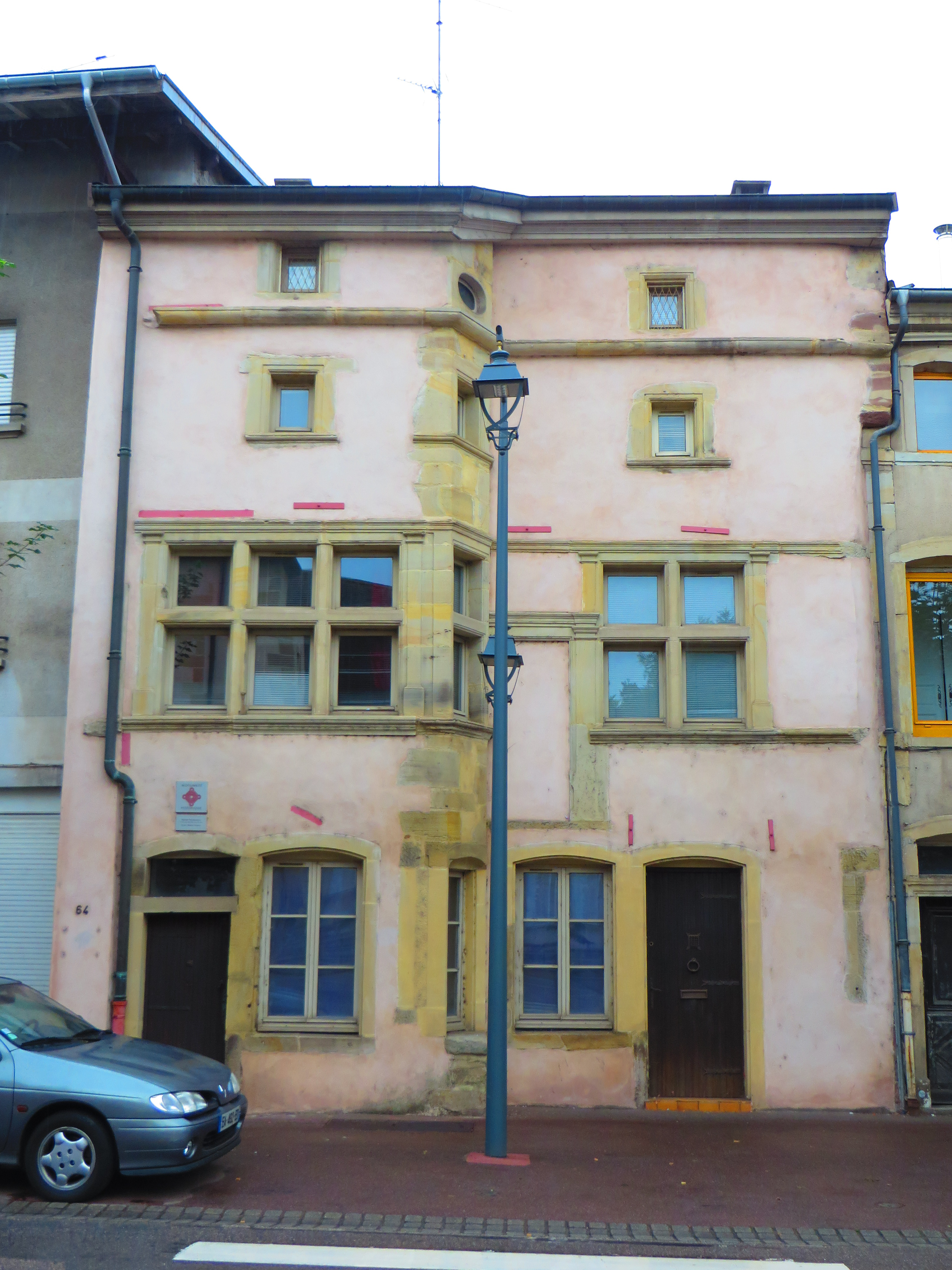
L'immeuble 64 rue Carnot.
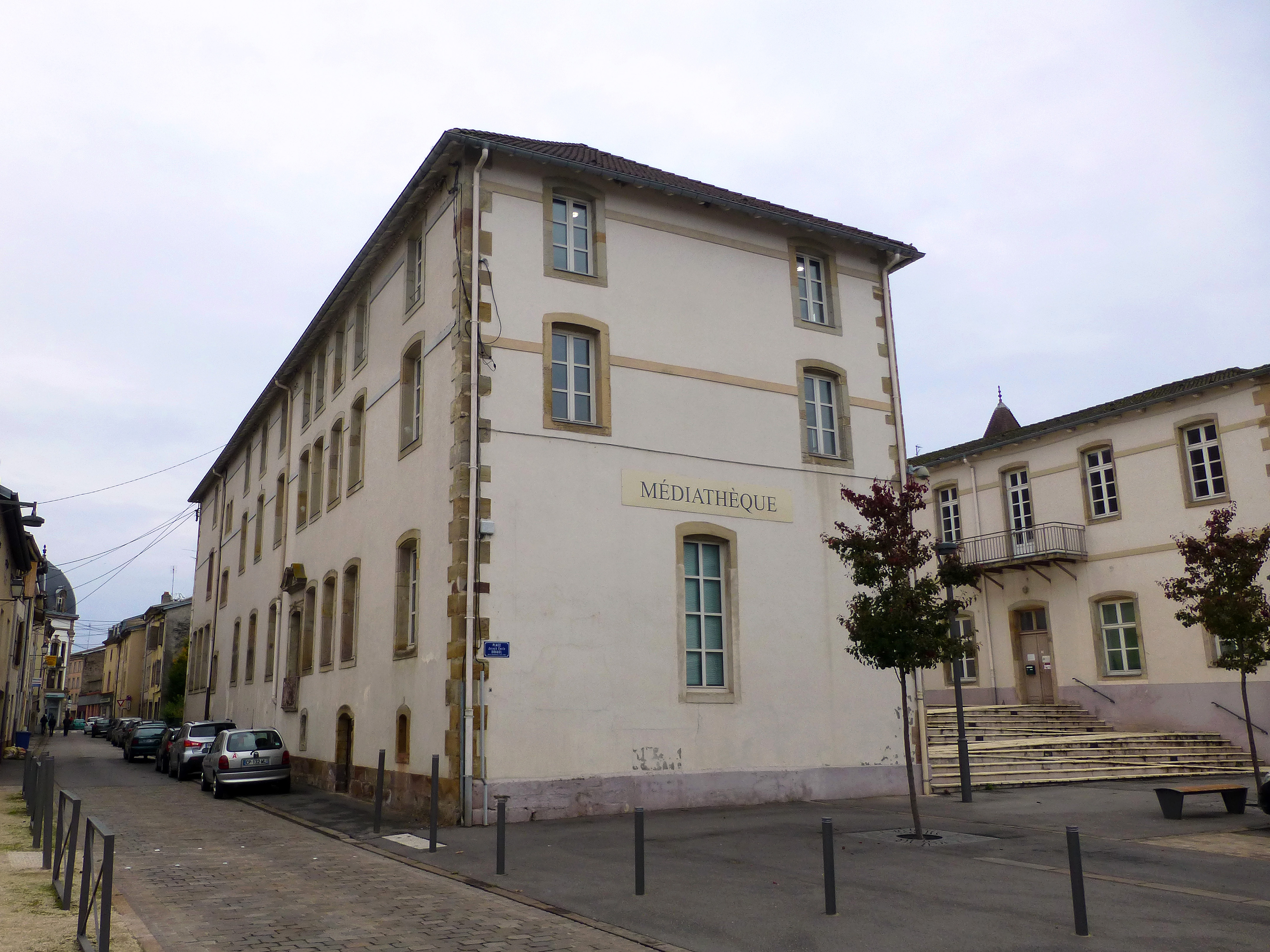
La médiathèque municipale.
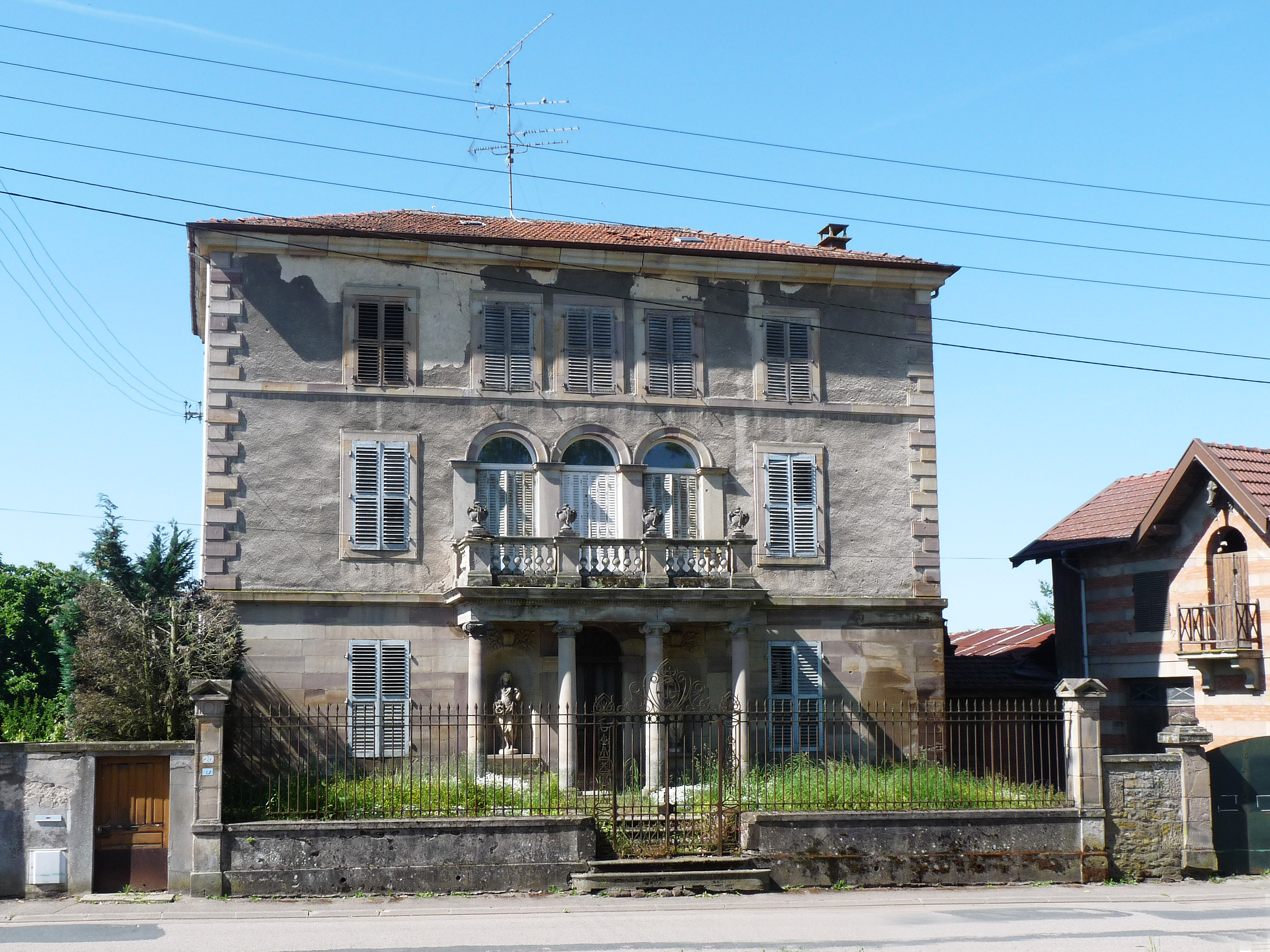
Une maison de Rambervillers..

#### Patrimoine industriel
- L'usine métallurgique de Régnier-Void, fondée en 1719[123].
- L'usine métallurgique de Genavoid ou forge des Jacquots, mentionnée dès le XIVe siècle[124].

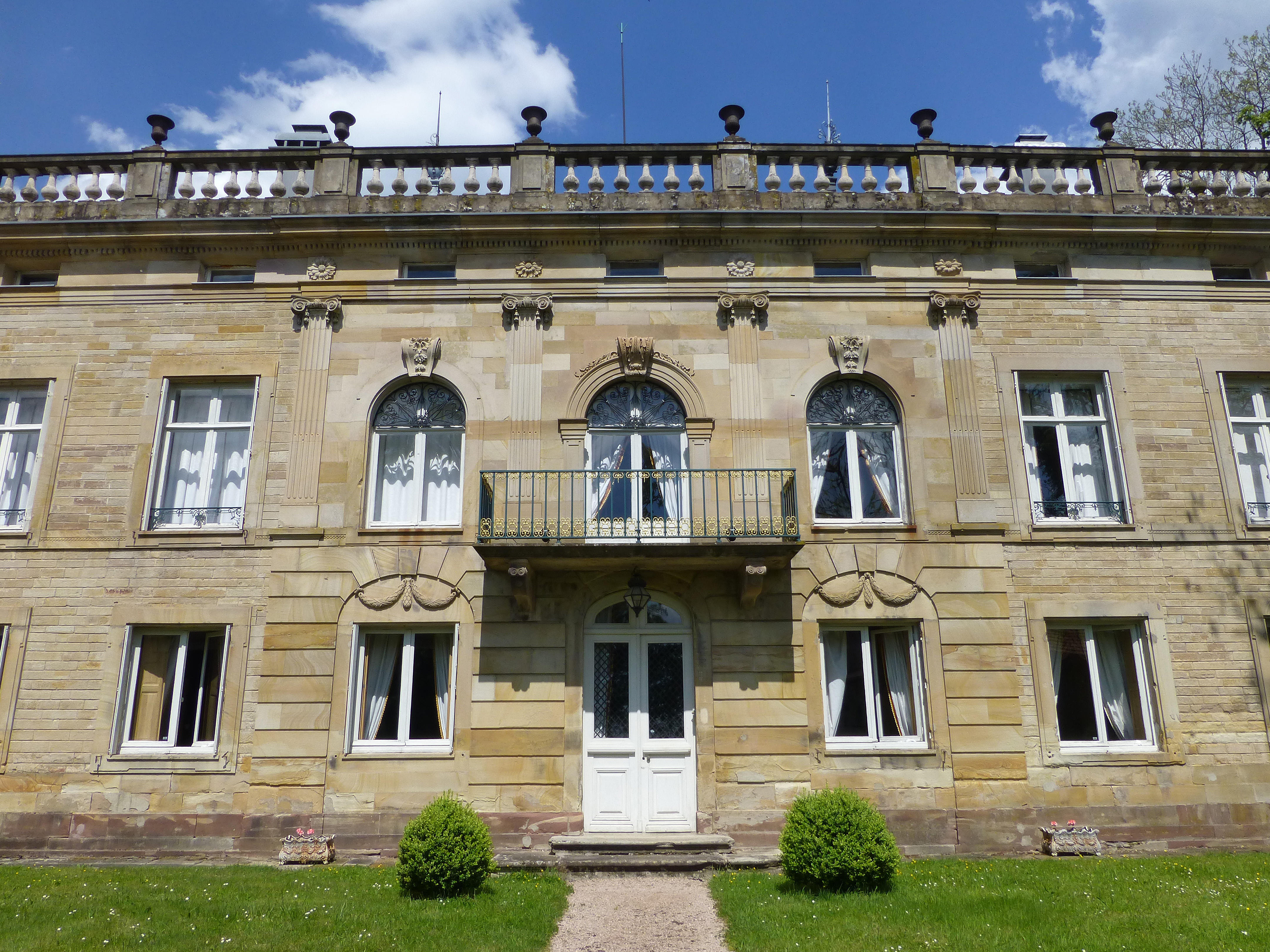
Le château des Capucins.

### Équipements culturels
- Le musée de la Terre[125],[m 9].
- Ancienne chapelle de l'hôpital transformée en lieu de spectacles et d'exposition[126].
- Une médiathèque[m 10].

### Gastronomie
- La spécialité gastronomique servie dans les restaurants de la ville est la tête de veau qui donne lieu, depuis 1968, à la traditionnelle "Foire aux têtes de veau"[127].

### Autres

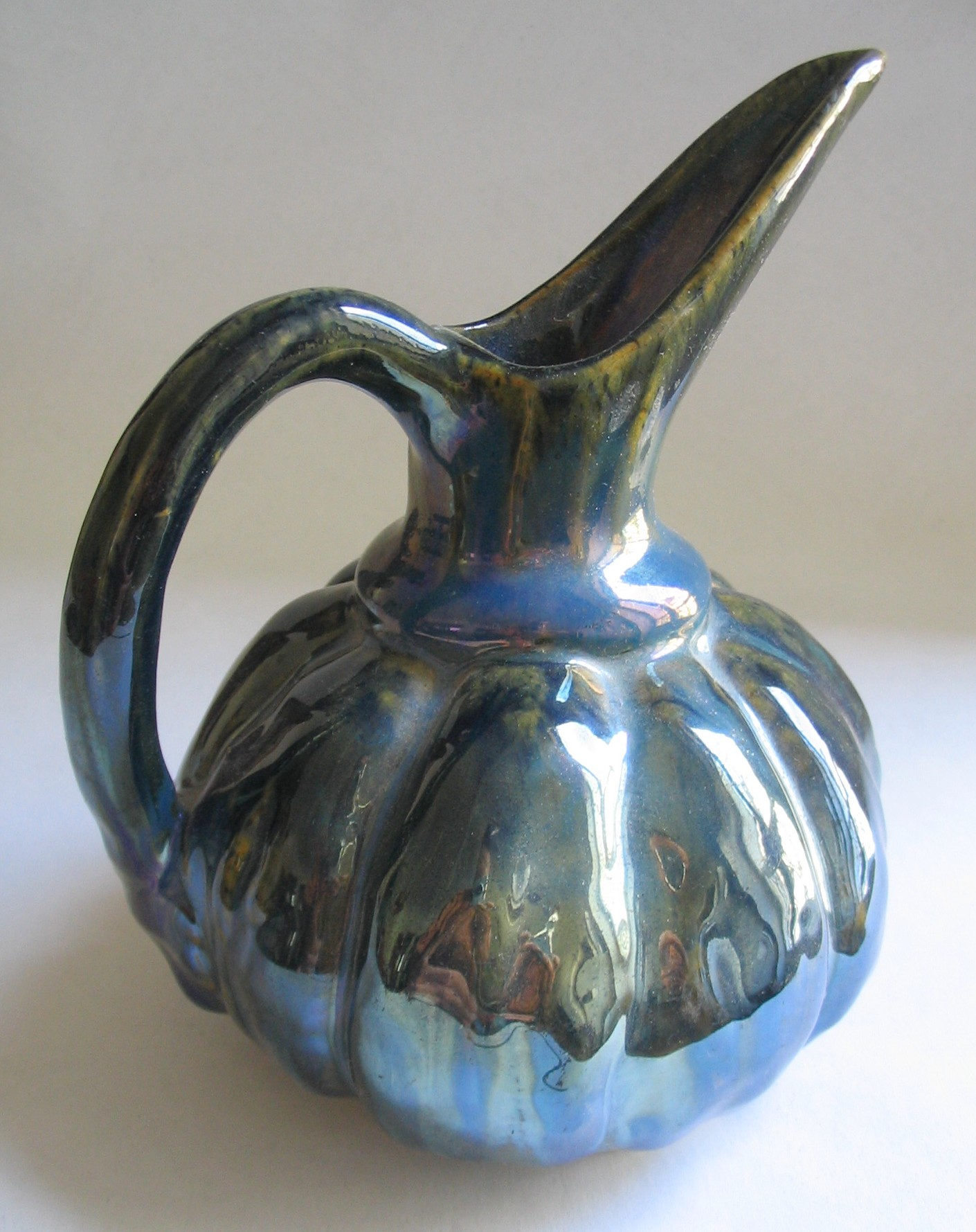
Pichet en grès flammé d'Alphonse Cytère.

- Les grès flammés à lustre métallique, notamment ceux d'Alphonse Cytère.
- Fin 1975, premières apparitions de traces de la Bête des Vosges.

### Personnalités liées à la commune
- Nicolaus Serarius (1555-1609), exégète, jésuite et historien.
- Charles Chassel (1615-1681), né le 16 avril 1615 à Rambervillers, sculpteur du roi Louis XIV.
- David Chassel (1622-1694), né 15 octobre 1622 à Rambervillers, maître sculpteur à Paris en 1681
- Dieudonné Coclet (1669-1743), peintre ornemaniste, né à Rambervillers[128].
- Nicolas-Alexis Ondernard (1756-1831), prêtre et prélat français, né à Rambervillers, qui devint évêque de Namur.
- Jean Joseph Vaudechamp (1790-1864), portraitiste né à Rambervillers.
- Jean Vartier, journaliste et historien de la Lorraine, originaire de la commune[129].
- André Boucher, historien local[130].
- Antoine-Paul Vaillant (1800-1884), médecin militaire, commandeur de la Légion d'honneur, né à Rambervillers.
- Nicolas Triboulot (né le 1er août 1803), notaire à Rambervillers.
- Louis Auguste Napoléon Rousseau (1812-1887), maire d'Hirson, né et mort à Rambervillers.

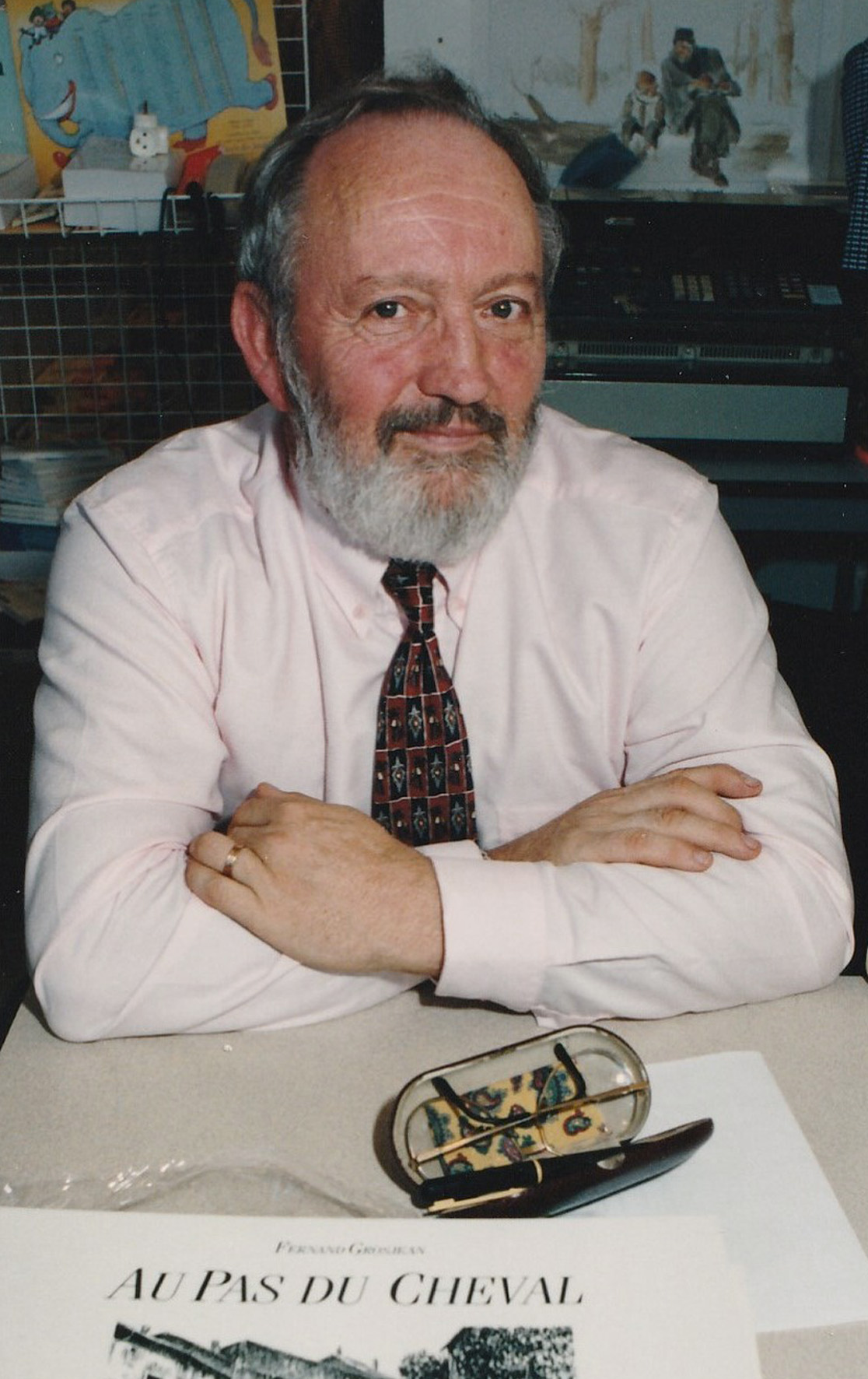
Fernand Grosjean au Festival international de géographie en 1995.

- François Eugène Durupt (1847-1922), général de brigade et saint-cyrien, né à Rambervillers.
- Henry Boucher (1847-1927), ministre du commerce à la fin du XIXe siècle.
- Alphonse Cytère, (1861-1941), ingénieur céramiste français lié à l'École de Nancy, mort à Rambervillers, inventeur des émaux à reflets métalliques qui ont valu leur notoriété aux « grès flammés de Rambervillers ».
- Jules Benoit-Lévy (1866-1952) a peint la défense de Rambervillers le 8 octobre 1870. Ce tableau est au musée lorrain de Nancy.
- Max Aron (1892-1974), médecin, biologiste et professeur d'histologie à la Faculté de médecine de Strasbourg.
- Pierre-Dié Mallet (1895-1976), peintre et sculpteur spécialiste de la décoration des églises et de la représentation des saints régionaux, né à Rambervillers.
- Charles Eggermann (1907-1966), militaire et pionnier de l'enseignement de la natation scolaire, né à Rambervillers.
- Sunsiaré de Larcône (1935-1962), né Suzy Durupt, auteure d'un unique roman, née à Rambervillers.
- Brigitte Kernel (né en 1959), animatrice de télévision et écrivain.
- Jean-Pierre Vuillemin (né en 1967), évêque auxiliaire de Metz de 2019 à 2023 puis évêque du Mans
- Yannick Baret (né en 1972), ancien footballeur français né à Rambervillers.
- Fernand Grosjean, enseignant et écrivain[131].

### Héraldique
| Blason | Blasonnement : D'argent à la croix de Lorraine de gueules cotoyée des lettres I R et de deux croissants d'azur et, en abîme, la croix de la Légion d'honneur,. Commentaires : Le blason a été composé en 1718 par le duc Léopold de Lorraine à l'occasion du rattachement de Rambervillers à la Lorraine, avec d'autres territoires de l'évêché de Metz, dont la ville dépendait auparavant. La croix de Lorraine symbolise cet événement : les initiales I et R des mots latins (Imperator Rex) signifient que le duc Léopold appartenait à la famille impériale d'Autriche et qu'il avait le titre d'Altesse Royale. Les croissants glorifient les victoires remportées par son père, le duc Charles V, sur les Turcs, notamment devant Vienne en 1683. |

La Légion d'honneur a été ajoutée au cœur du blason, en application du décret du 19 avril 1896 pour la défense de Rambervillers par ses Gardes Nationaux le 9 octobre 1870. Rambervillers fut alors la deuxième ville décorée par la République et la sixième depuis la création de l'Ordre par Napoléon Ier.
Les Croix de guerre 1914-1918 et 1939-1945, décernées dans la suite à la ville, sont supportées, au-dessus du blason, par deux crosses. Elle rappellent que Rambervillers appartenait, avant 1718, aux évêques de Metz, alors que ceux de Toul l'administraient au spirituel.
Sur les flancs de l'écu figurent des motifs du marteau de la porte de l'Hôtel de Ville, œuvre d'un artisan ferronnier rambuvetais du XVe siècle, qui évoque également les deux évêques.

## Pour approfondir